# Maria Schnee (Lehenbühl)

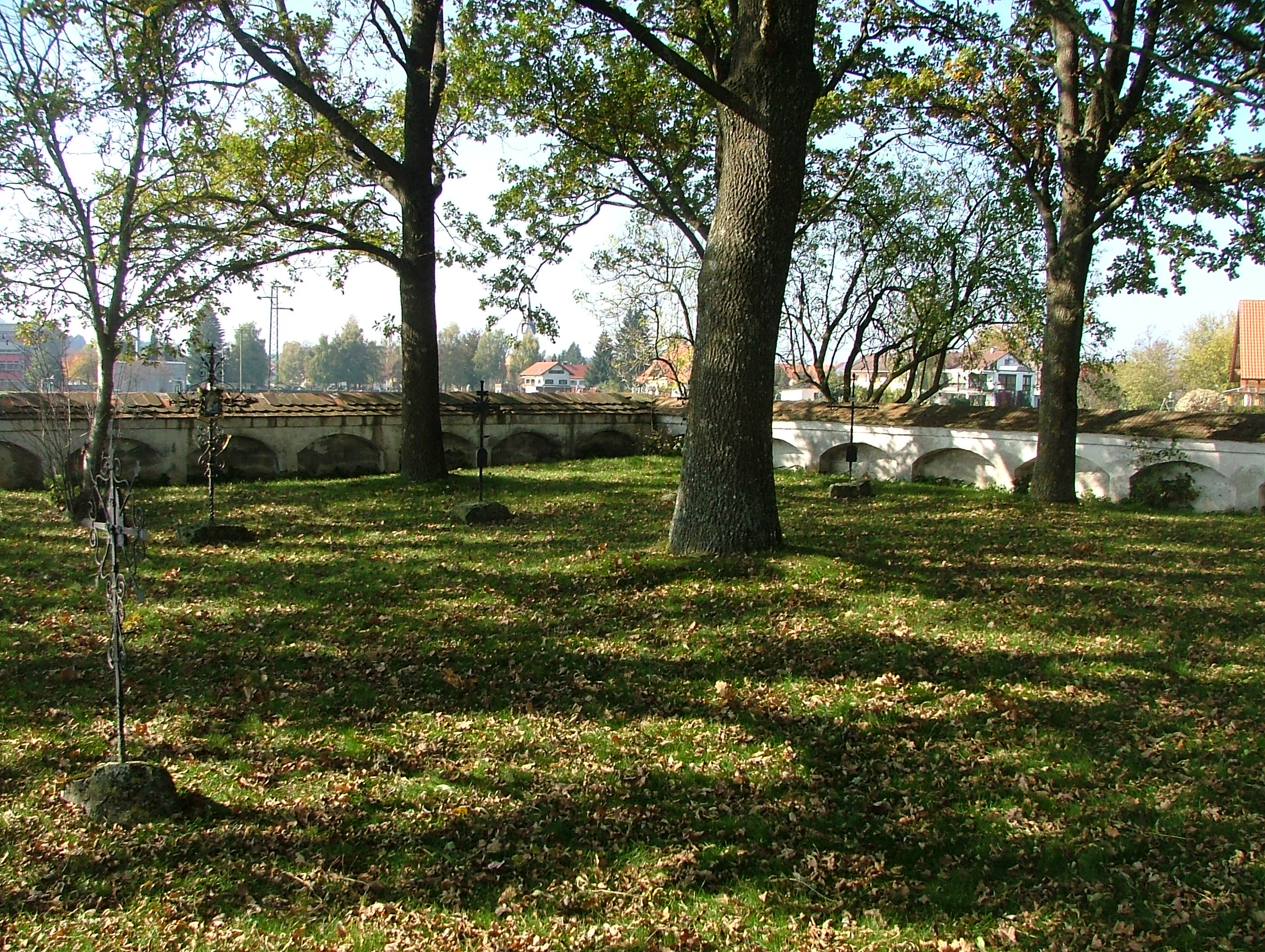
Pestfriedhof bei der Wallfahrtskirche, 2009

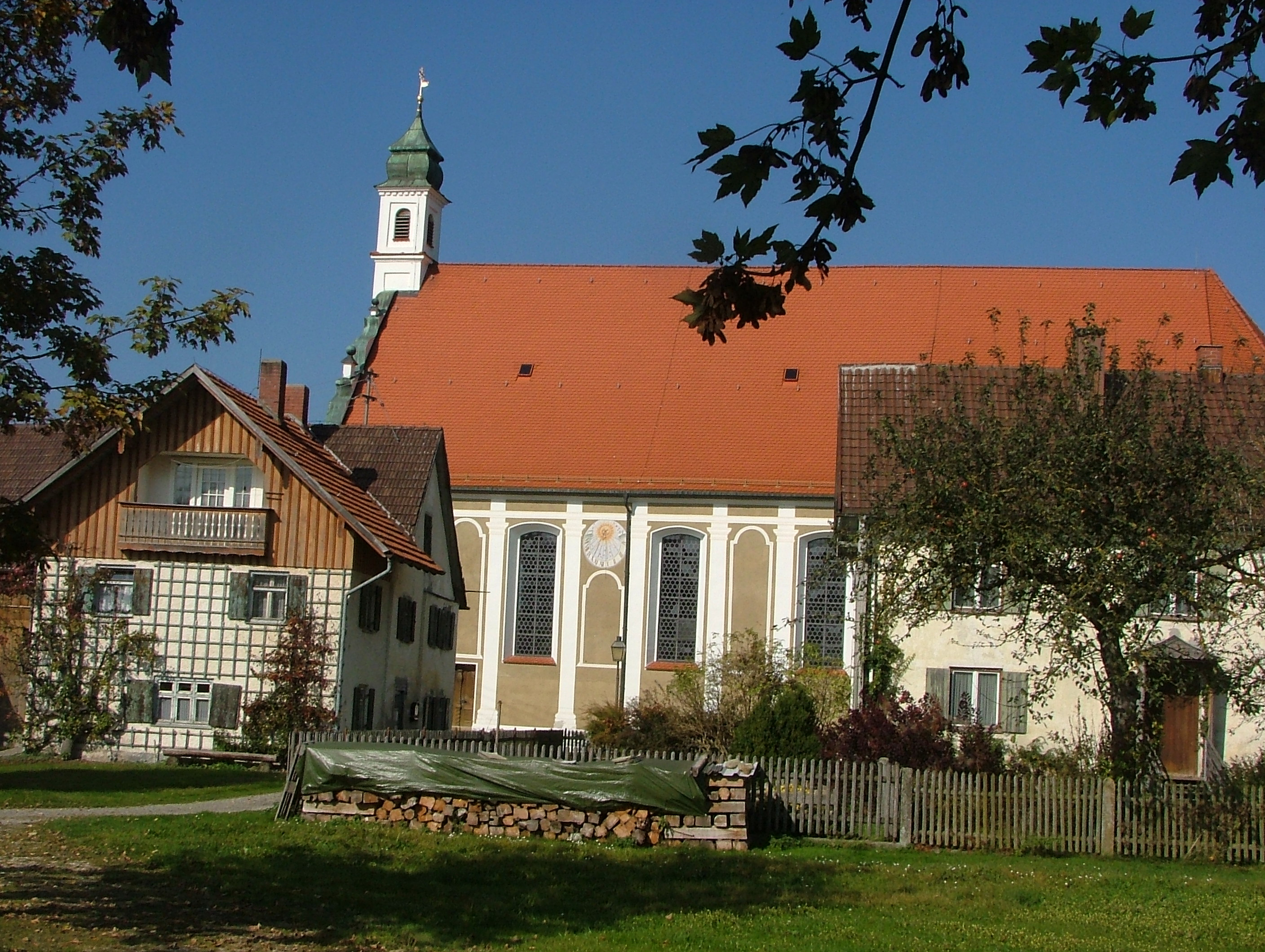
Maria Schnee in Legau-Lehenbühl

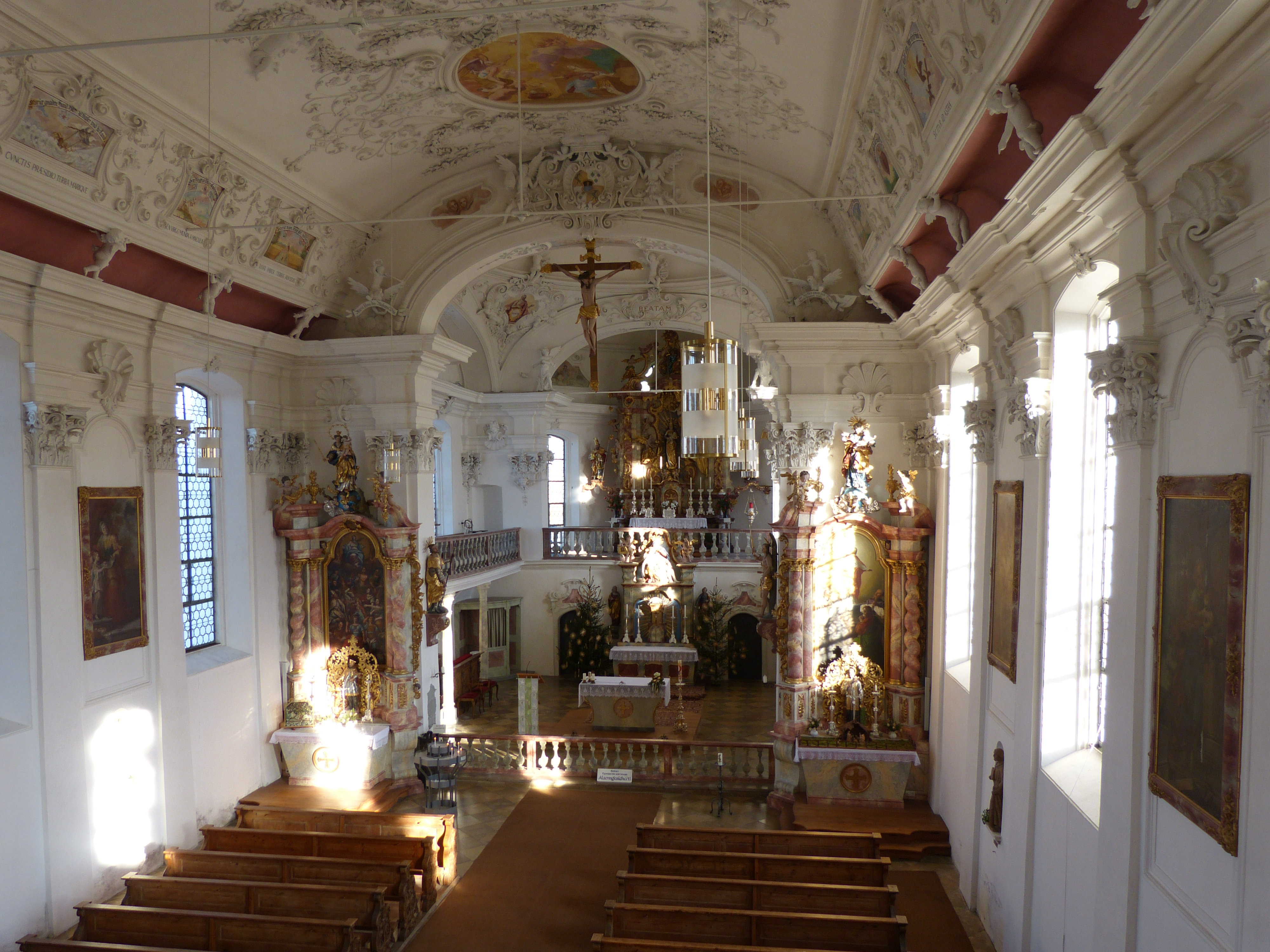
Innenansicht von Maria Schnee in Lehenbühl, Legau

Die römisch-katholische Wallfahrtskirche Maria Schnee befindet sich in Lehenbühl, einem Ortsteil von Legau im Landkreis Unterallgäu in Bayern. Sie ist die älteste Wallfahrtskirche im ehemaligen Fürststift Kempten. Die Kirche steht unter Denkmalschutz. Das Patrozinium Maria Schnee bezieht sich auf den Weihetag der Patriarchalbasilika Santa Maria Maggiore in Rom.

## Geschichte

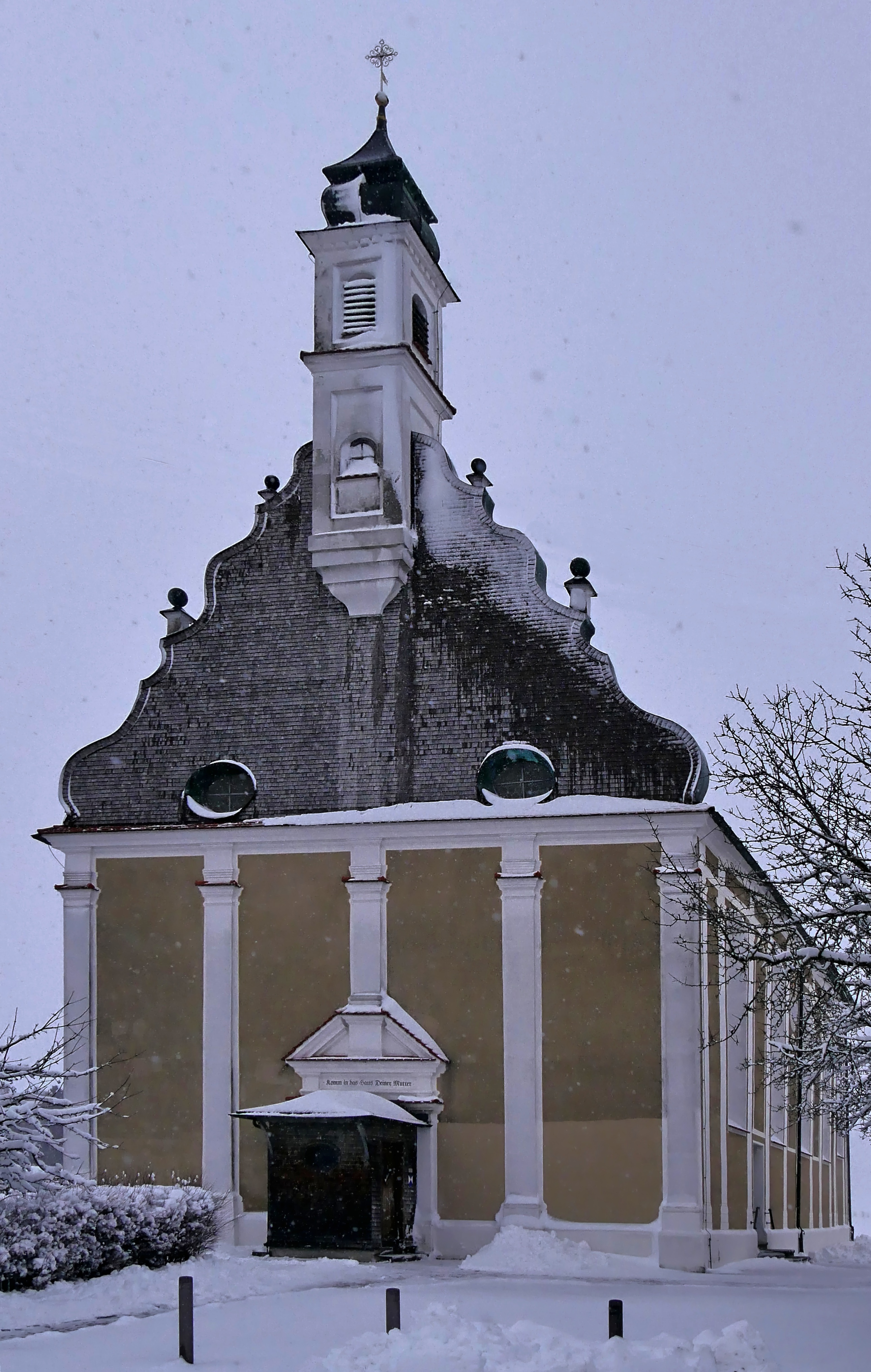
Kirche von Westen im Winter

Ehemals befand sich in Lehenbühl eine Kapelle des Pestfriedhofes. Die Kapelle wurde Ziel einer Wallfahrt, als um das Jahr 1510 ein Gnadenbild eingesetzt wurde. Daraufhin wurde im 16. Jahrhundert ein runder Zentralbau errichtet. Dieser Bau wurde ungefähr 500 Meter nördlich der vorherigen Kapelle errichtet. Der Zentralbau wurde um das Jahr 1600 mit dem Anbau eines Langhauses in Nord-Süd-Richtung vergrößert. Ab dem Jahr 1715 fand dann ein kompletter Neubau der Kirche statt. Maurermeister für diesen Neubau war Christian Weber. Im Jahr 1873 wurden Eisenbänder zur Sicherung der Decke des Langhauses eingezogen. Eine Restaurierung der Kirche fand 1954–1956 statt.

## Baubeschreibung

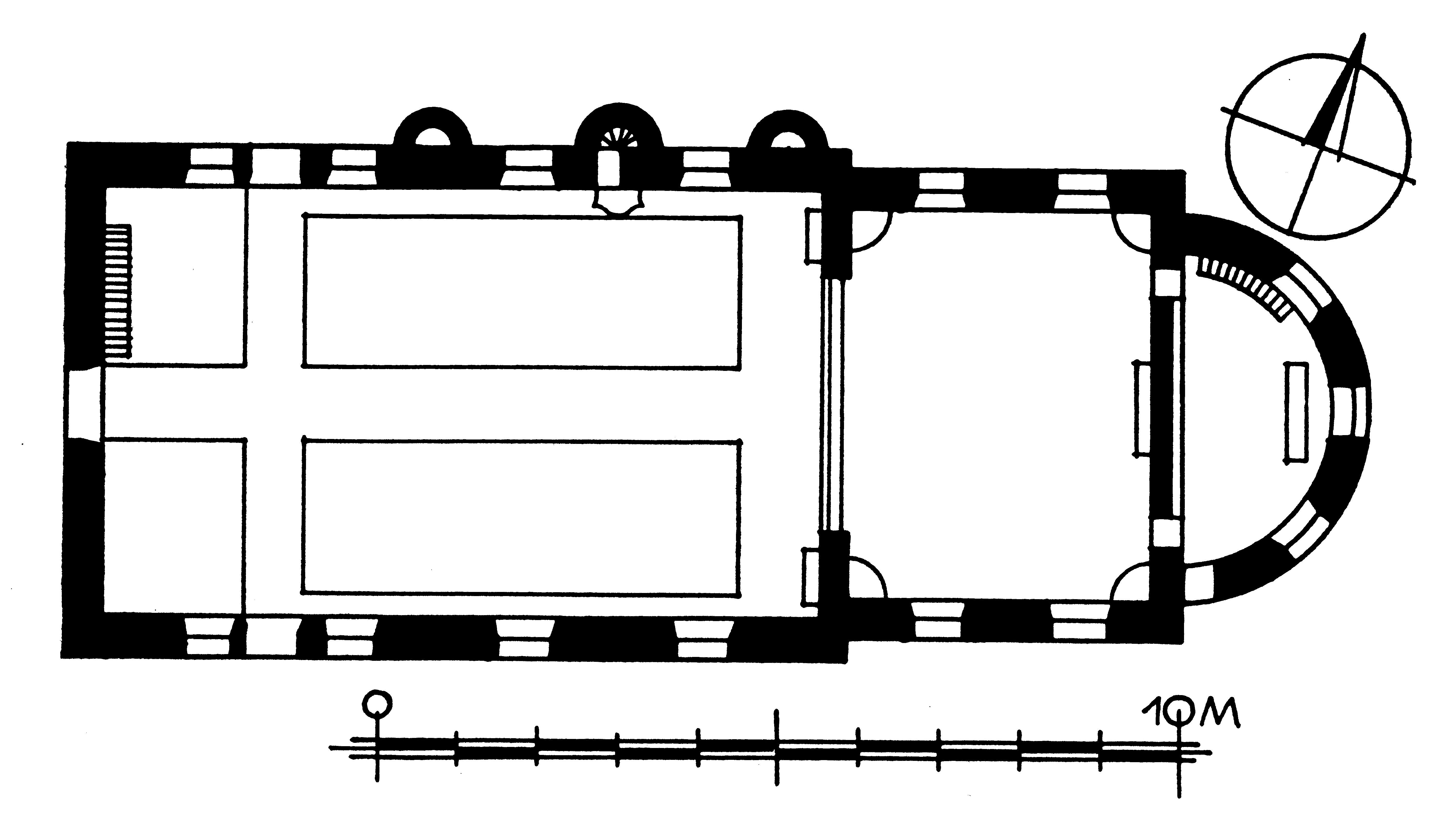
Grundriss der Wallfahrtskirche Maria Schnee in Lehenbühl, bei Legau

Das Langhaus der Kirche besteht aus einem Saal mit vier Fensterachsen und flachem Tonnengewölbe. Gegliedert ist das Langhaus durch ein kräftiges umlaufendes Gebälk. Dieses ruht im Langhaus auf Pilastern und im Chor auf Kapitellkonsolen. Eine Doppelempore befindet sich an der Westseite des Langhauses. An das Langhaus schließt sich der nahezu quadratische Chor an. Dieser ist im weiteren Verlauf in Richtung Osten halbrund geschlossen. Der halbrunde Chor ist zweigeschossig. Im Obergeschoss befindet sich der obere Hochaltar. Das Untergeschoss enthält die Sakristei mit einer Flachdecke. Der Treppenaufgang zum Obergeschoss befindet sich an der Nordseite der Sakristei. Die Sakristei ist mit zwei stichbogigen Türen rechts und links des Altars mit dem Chor verbunden. Die beiden Türen sind mit Voluten und Gebälkstücken bekrönt. Die südliche der beiden Türen könnte noch aus dem Vorgängerbau stammen. Im Chor ist eine Flachkuppel vorhanden. Das Langhaus und der quadratische Chor sind mit einem Satteldach, der halbrunde Chorschluss ist mit einem Mansarddach gedeckt. Die westliche Fassade ist durch Pilaster gegliedert. Der restliche Außenfassade besitzt aufgemalte Pilaster. Der Giebel der Westseite ist mehrfach geschwungen mit aufgesetzten Kugeln. Bekrönt wird der Giebel durch ein kleines, aus zwei Geschossen bestehendes Türmchen mit Ecklisenen. Das Türmchen ist mit einer, im unteren Bereich gebauchten, Haube mit geschweifter Spitze gedeckt.

## Innenausstattung

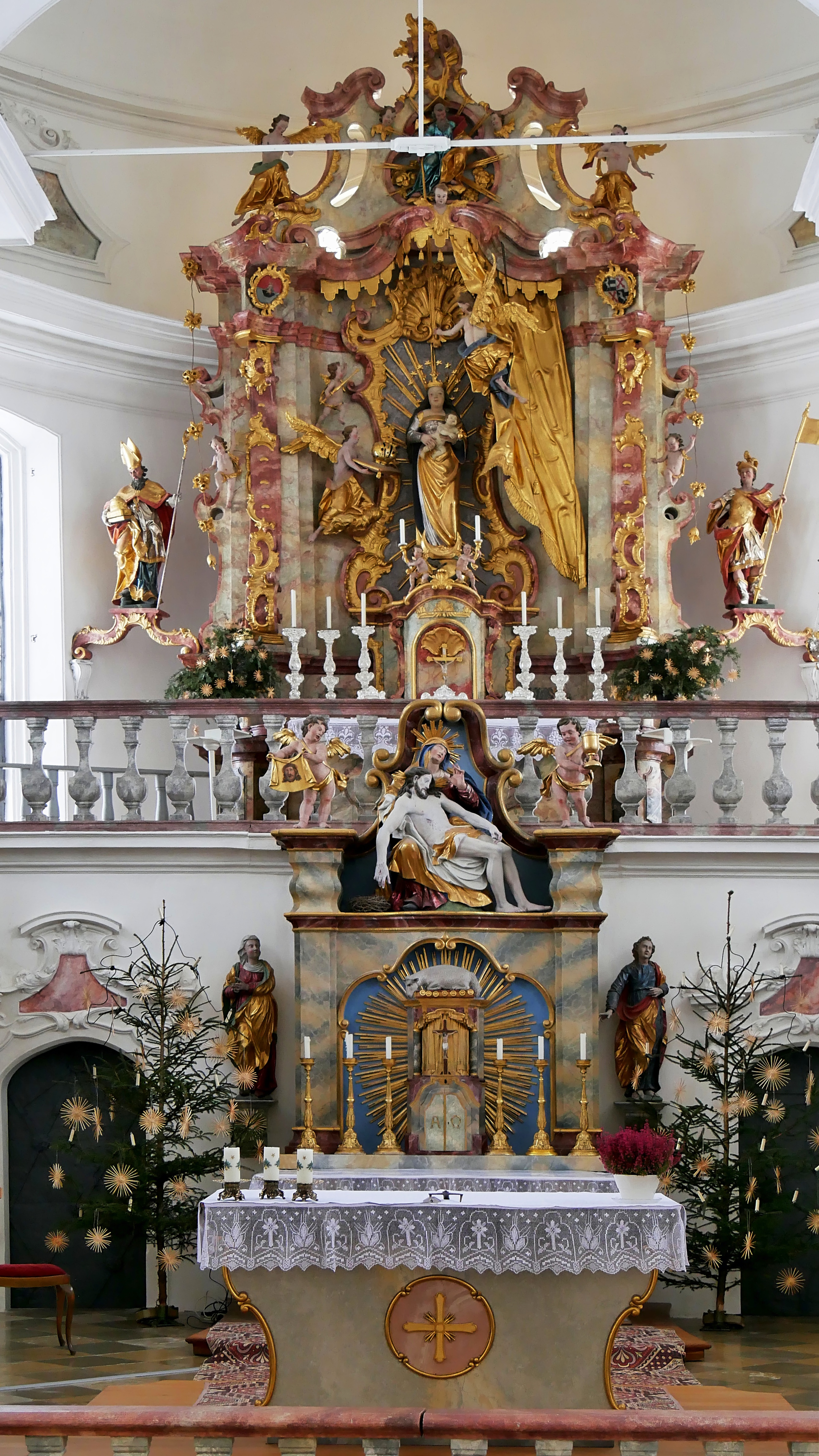
Hochaltar

### Altäre
Der Hochaltar der Kirche befindet sich im Obergeschoss des Chores über der Sakristei. Er besteht aus einem marmorierten Holzaufbau mit vergoldetem Rocailledekor. Geschaffen wurde der Hochaltar 1760/1770. Im Zentrum des Hochaltares befindet sich das Gnadenbild, eine Muttergottesfigur aus der Zeit um 1520. Die Figur ist umgeben von zwei Engeln neben einer Vorhangdraperie. Einer der Engel trägt Krönungsinsignien. Im geschweiften Auszug befindet sich eine Figur Gottvaters, rechts und links auf Voluten Engel. Die Mensa des Hochaltares ist geschwungen. Darüber befindet sich ein Drehnischentabernakel. Zwei Leuchter tragende Engel sind auf dem Bekrönungsgebälk des Tabernakels zu finden. Rechts und links des Hochaltars befinden sich zwei geschwungene Durchgänge. Auf diesen befinden sich gefasste Holzfiguren der Hl. Gordian und Epimachus. Die Figuren des Hochaltares, mit Ausnahme des Gnadenbildes, werden Konrad Hegenauer zugeschrieben.
Der Altar im Untergeschoss des Chores stammt in seiner heutigen Form aus dem Jahr 1885 und wurde von Sales Kutter geschaffen. Bei seiner Erschaffung wurden ältere Teile eines Altars wiederverwendet. Die Pietà auf dem unteren Altar stammt aus dem späten 18. Jahrhundert.
Die beiden Seitenaltäre stammen aus dem frühen 18. Jahrhundert. Der linke Seitenaltar ist mit 1718 bezeichnet. Beide Seitenaltäre sind marmorierte Holzaufbauten mit schlichten Mensen. Die Altarblätter sind von Halbsäulen und gedrehten Freisäulen flankiert. Bekrönt werden die Seitenaltäre mit geschwungenen Giebelschenkeln mit Putten und Vasen. Das Altarblatt des linken Seitenaltares stellt Maria mit den 14 Nothelfern dar und stammt aus der gleichen Zeit wie der Seitenaltar. Es wurde von Franz Benedikt Hermann geschaffen. Über dem Seitenaltar ist eine Figur der Maria vom Siege. Auf der Mensa findet sich eine kleinere Figur des hl. Johannes von Nepomuk. Das Altarblatt des rechten Seitenaltares ist modern. Über dem rechten Seitenaltar befindet sich eine Figur des hl. Joseph.

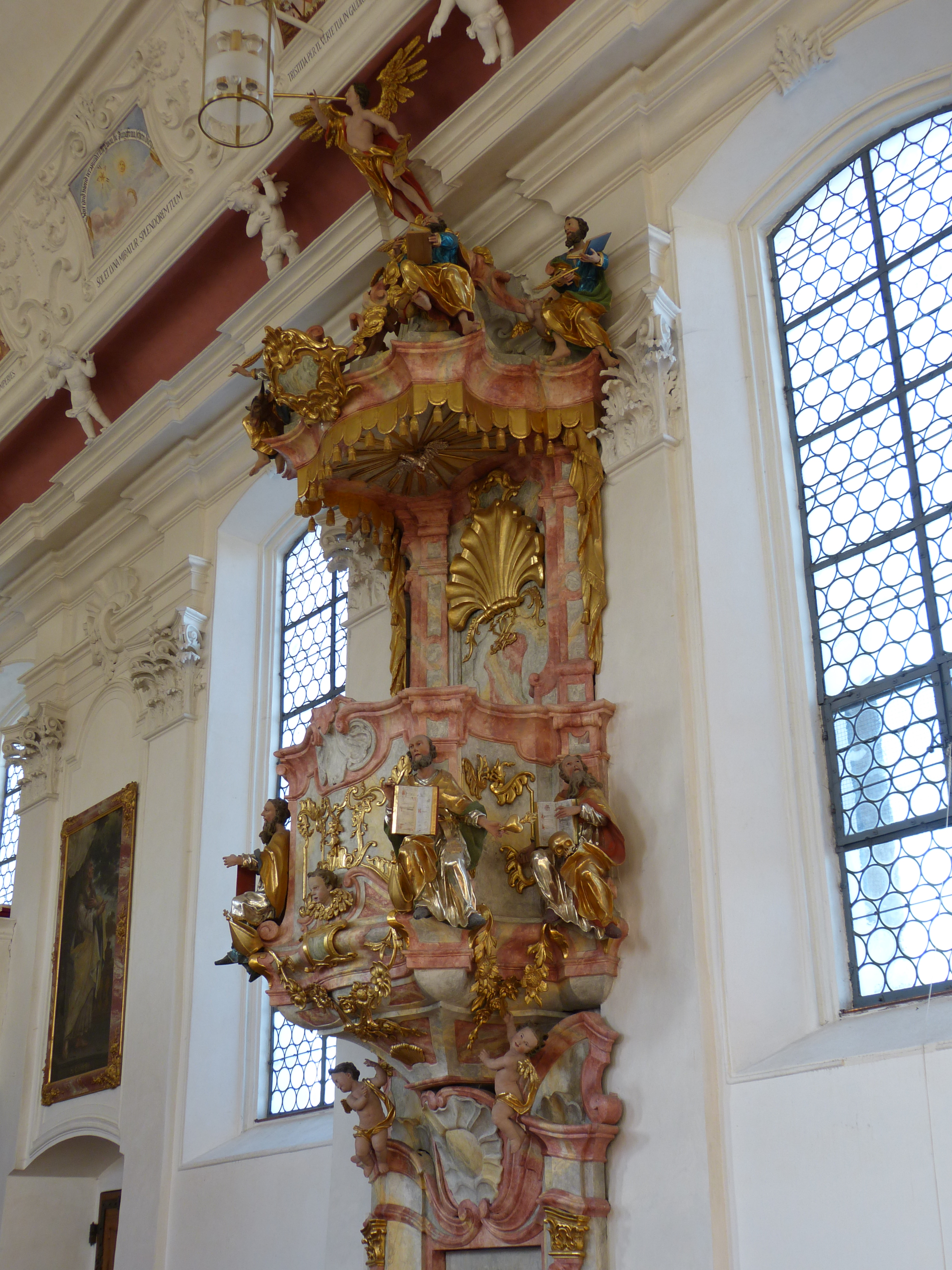
Kanzel, 18. Jahrhundert

### Kanzel
Die Kanzel stammt aus der Mitte des 18. Jahrhunderts und ist wie die Altäre ein marmorierter Holzaufbau. Verziert ist die Kanzel mit vergoldetem Muschelwerkdekor. Der Korb der Kanzel ist dreiseitig gegliedert. Auf den unterteilenden Voluten befinden sich Figuren der vier Kirchenväter. An den Ecken des Schalldeckels sind Figuren der vier Evangelisten. Bekrönt wird die Kanzel von einem Posaunenengel.

### Decken- und Wandfresken
Die Fresken an Decke und Wänden stammen aus der Zeit um 1715/1720 und wurden im Zuge der Restaurierungen ab 1954 wieder freigelegt. Zugeschrieben werden die Fresken Johann Martin Zick. Die Decke des Altarraums zeigt die Heimsuchung Mariä, einen Engel mit Kelch und Hostie, sowie die Flucht nach Ägypten. In der Kuppel des halbrunden Chores ist die Krönung Mariä zu sehen. Die Zwickelfelder zeigen die vier Weltteile. Die Fresken in den Zwickelfeldern sind modern und wurden nach alten Resten wiederhergestellt. In der Hohlkehle des Chores finden sich weitere Fresken. Nördlich sind zwei Marienallegorien und Schiff der Kirche, südlich ebenfalls zwei Marienallegorien und das Schneewunder zu sehen. An der Langhausdecke finden sich drei Fresken, diese zeigen von Osten nach Westen, die Verkündigung, die Himmelfahrt Mariä sowie die Ausgießung des Heiligen Geistes. Insgesamt sieben marianische Allegorien sind an den Friesen am Fuß des Langhausgewölbes zu sehen.

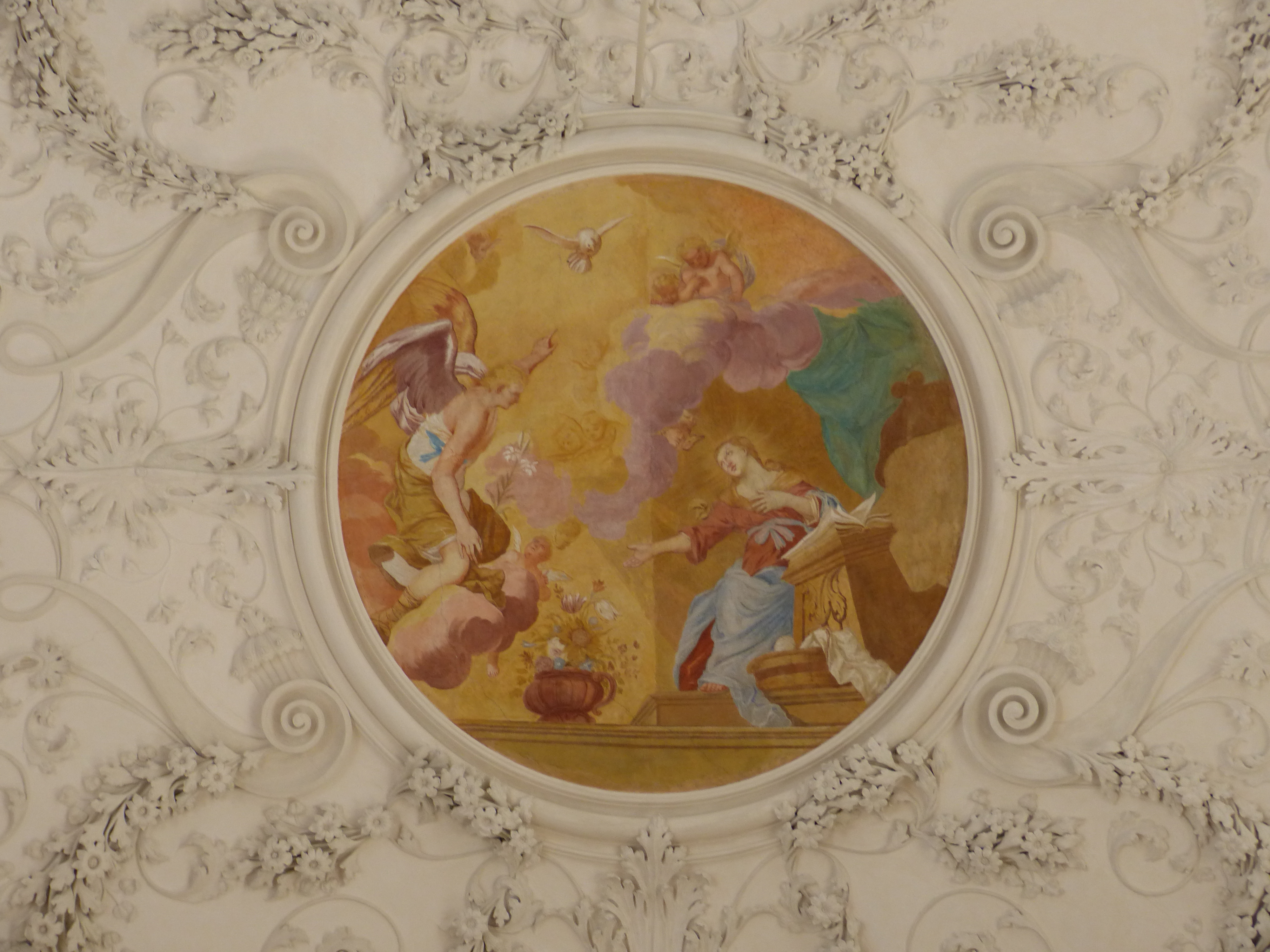
Verkündigung Mariä
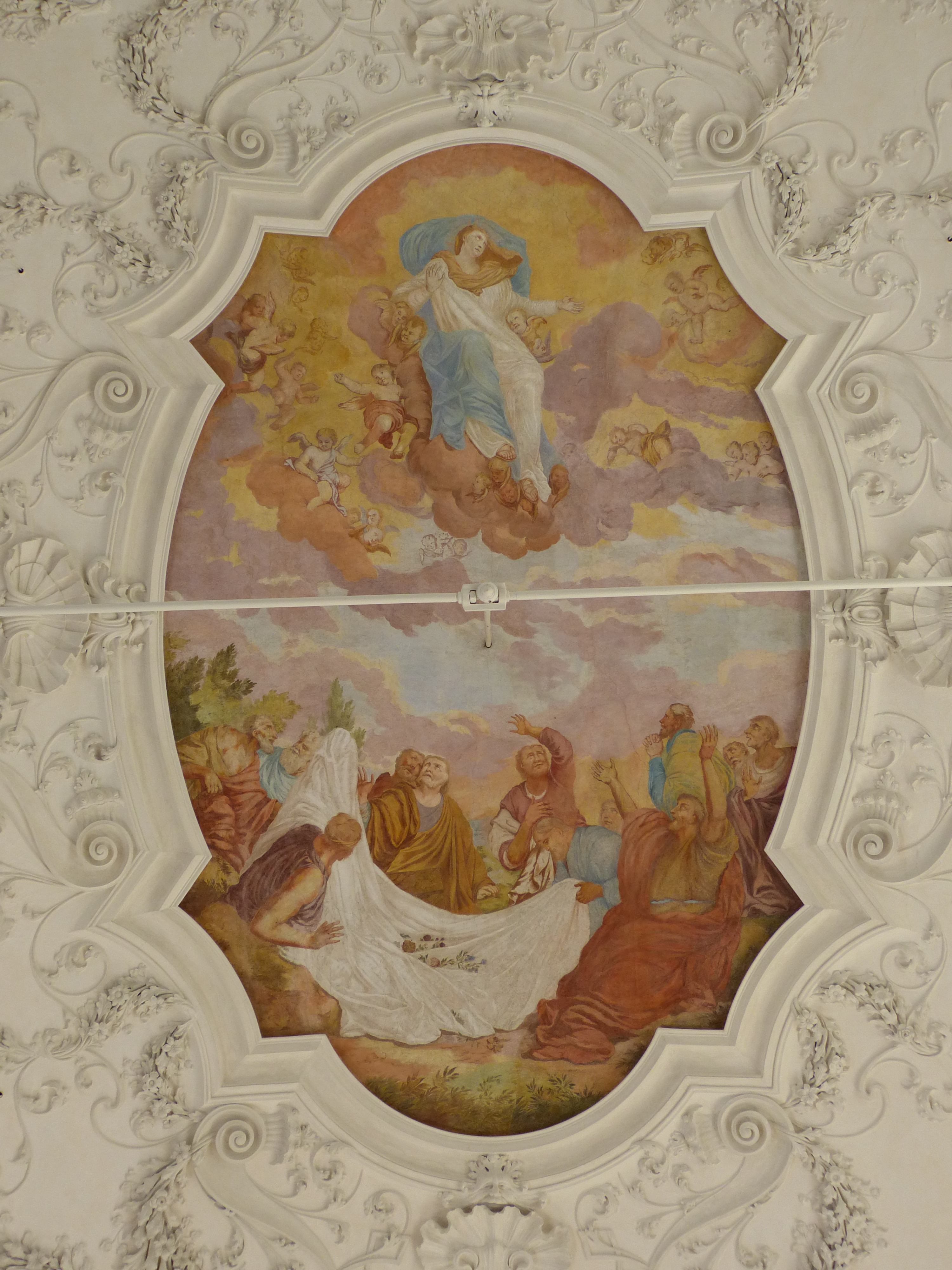
Himmelfahrt Mariä
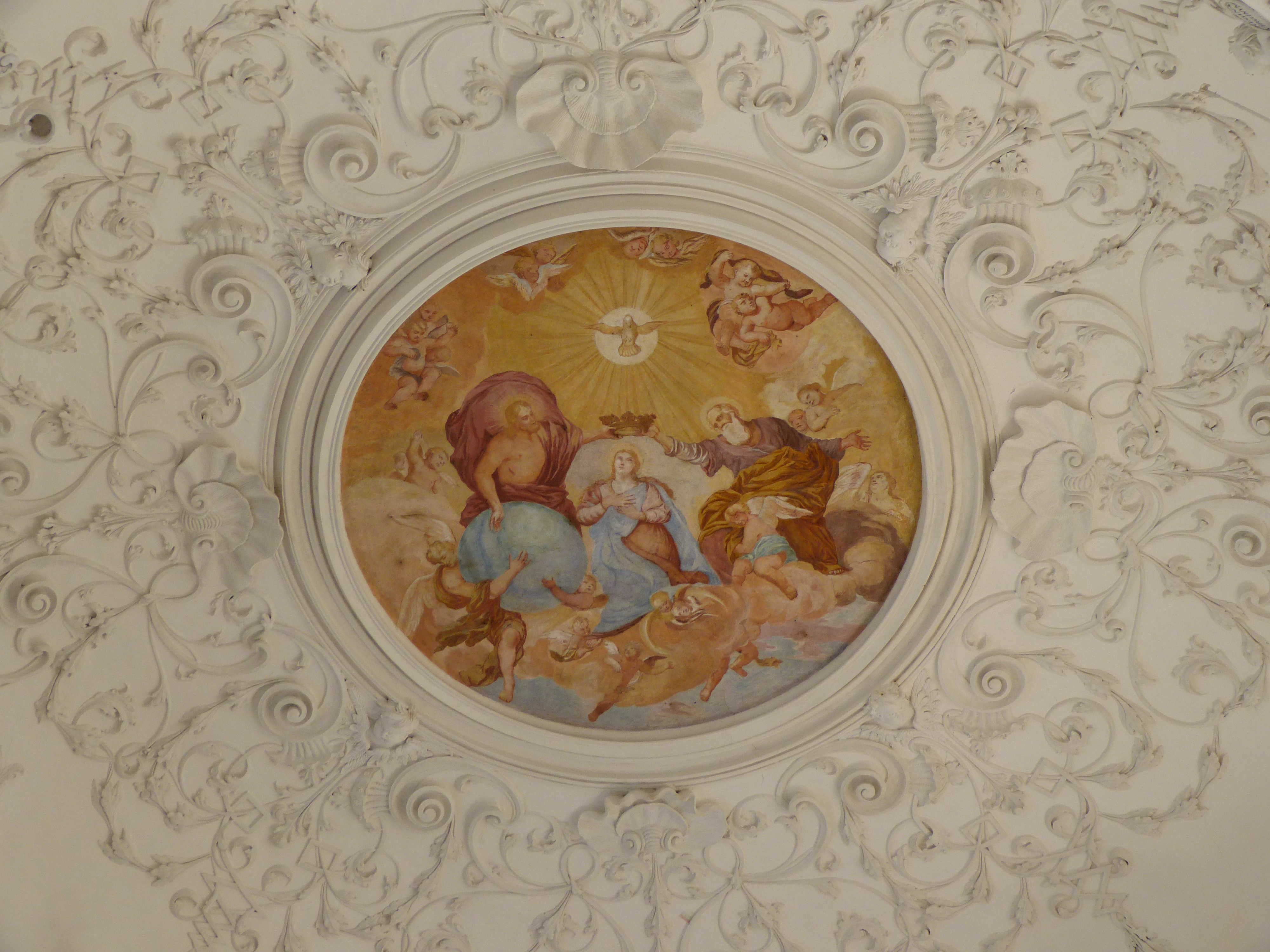
Krönung Mariens

An der Empore im Langhaus befinden sich insgesamt fünf Gemälde. Die untere Empore zeigt von Süden nach Norden Mulier fortis, in der Mitte Maria als Patronin von Lehenbühl und im dritten Gemälde Judith aus dem Alten Testament. An der oberen Empore zeigen die beiden Gemälde musizierende Engel.

### Stuck

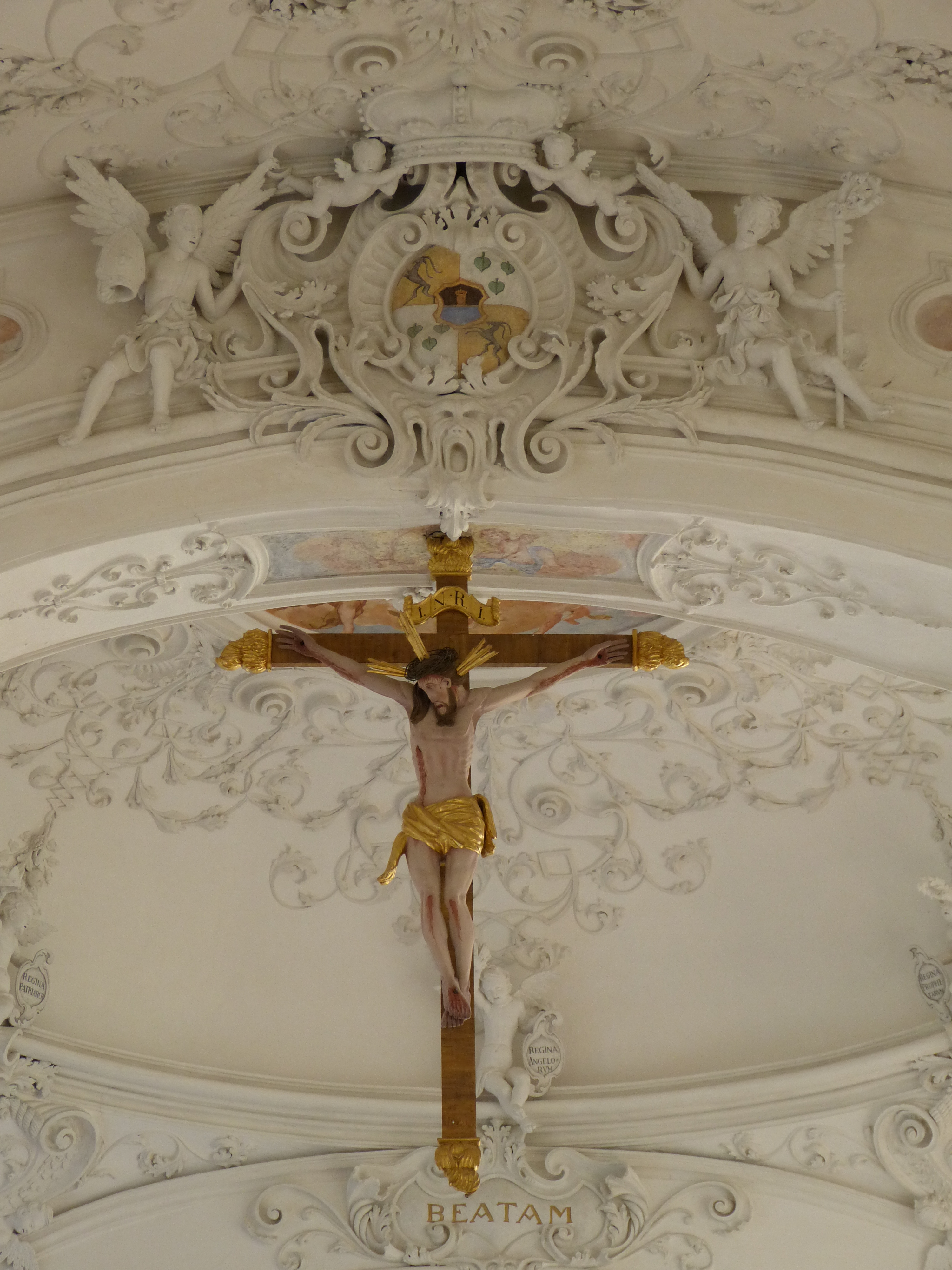
Kruzifix von 1749 unter dem Wappen Rupert von Bodmanns am Chorbogen

Die reichen Stuckaturen der Kirche stammen aus der Erbauungszeit und werden Christoph Anton und Johann Bader zugeschrieben. Um die Gemäldespiegel sind kräftige geschwungene Profile angebracht. Blattwerk findet sich an der Emporenbrüstung sowie an der Decke der Sakristei. Im Altarraum befinden sich Blattgirlanden und Puttenköpfe. Eine Kartusche mit dem Wappen des Fürstabtes Rupert von Bodman aus Kempten befindet sich am Chorbogen. Beachtenswert sind weiterhin zwei aus Stuck gefertigte Engel in der linken und rechten oberen Ecke der Ostwand des Kirchenschiffs. Beide reiten auf dem Reichsadler und haben unter sich einen Schriftzug. Beim rechten Engel ist dieser „Maria Schnee den Mohamed Wehe“. Eine Anspielung auf den überwältigenden Sieg des Kaiserlichen Heers über die Türken bei der Schlacht von Peterwardein am 5. August 1716, dem Patrozinium von Maria Schnee. 

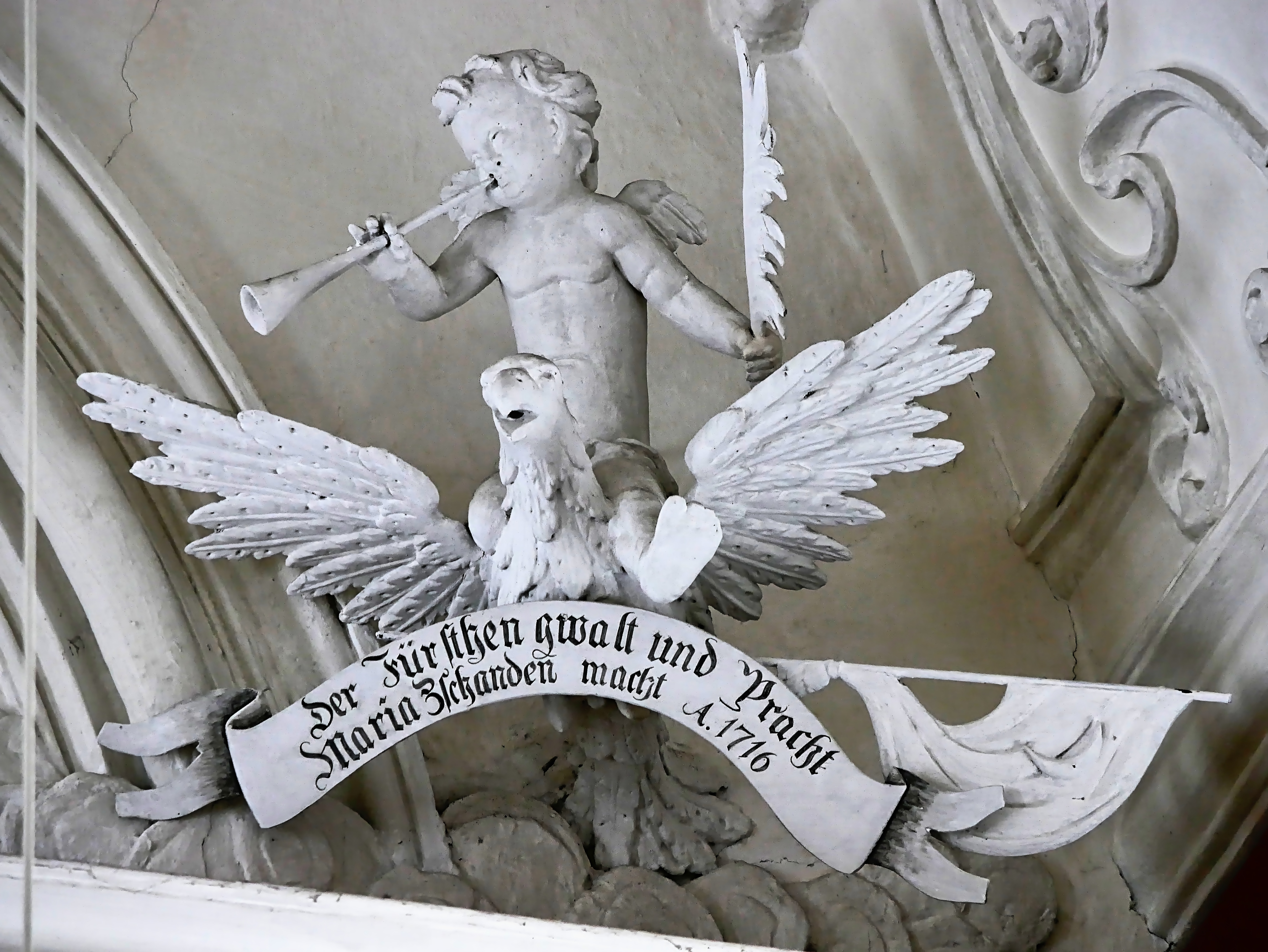
Linker Stuckengel
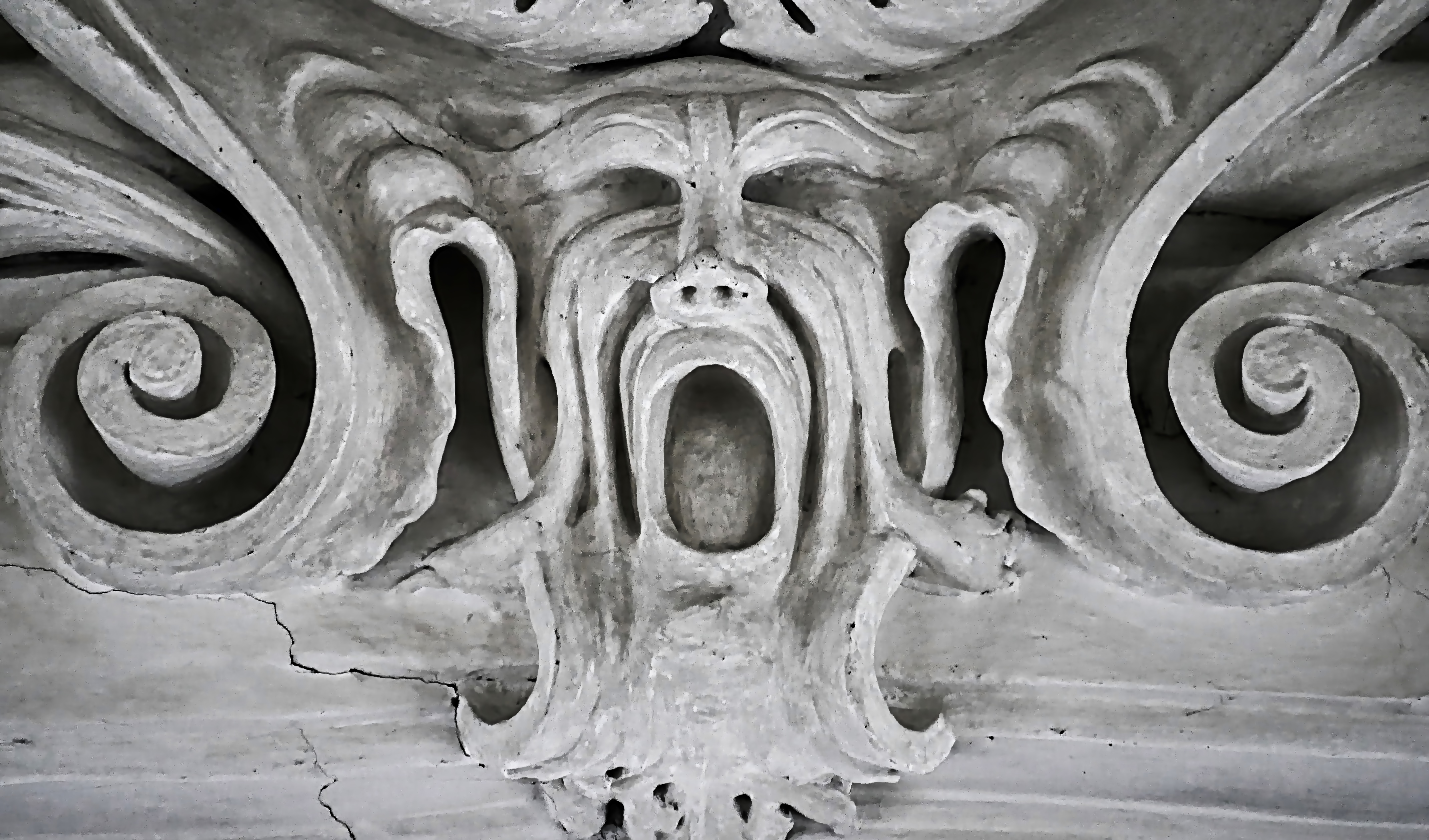
Groteske unter dem Wappen
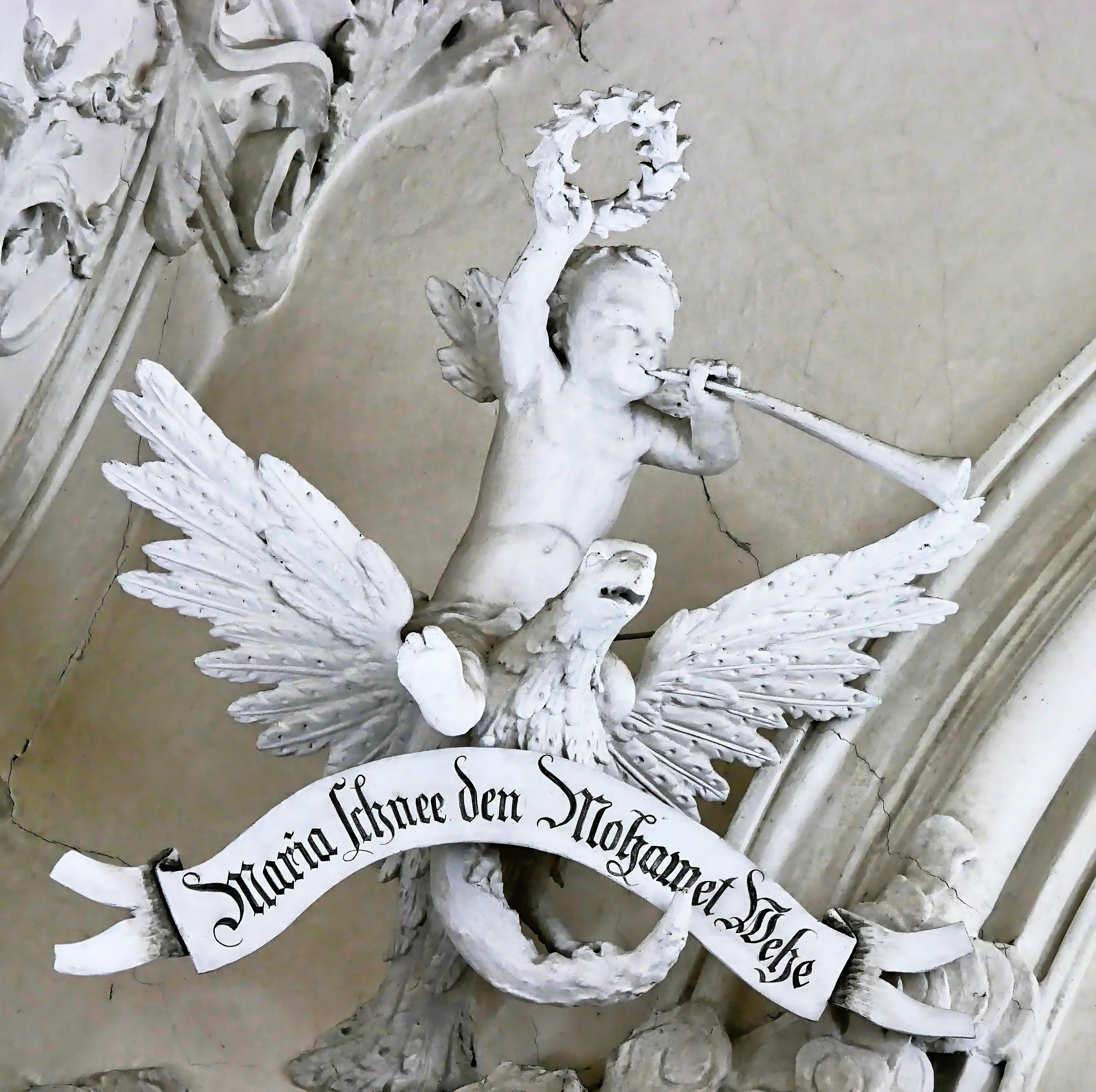
Rechter Stuckengel

### Gemälde
Mehrere Gemälde aus dem 18. Jahrhundert befinden sich in der Kirche. Die Gemälde zeigen eine Immaculata und einen hl. Joachim – bezeichnet mit Johann Nepomuk (H?)ekelsmüller. Weitere Gemälde zeigen die hl. Elisabeth und die hl. Anna, sowie den hl. Joseph, den hl. Zacharias und Johannes den Täufer. Zusätzlich sind noch drei Votivbilder aus dem 18. Jahrhundert in der Kirche.

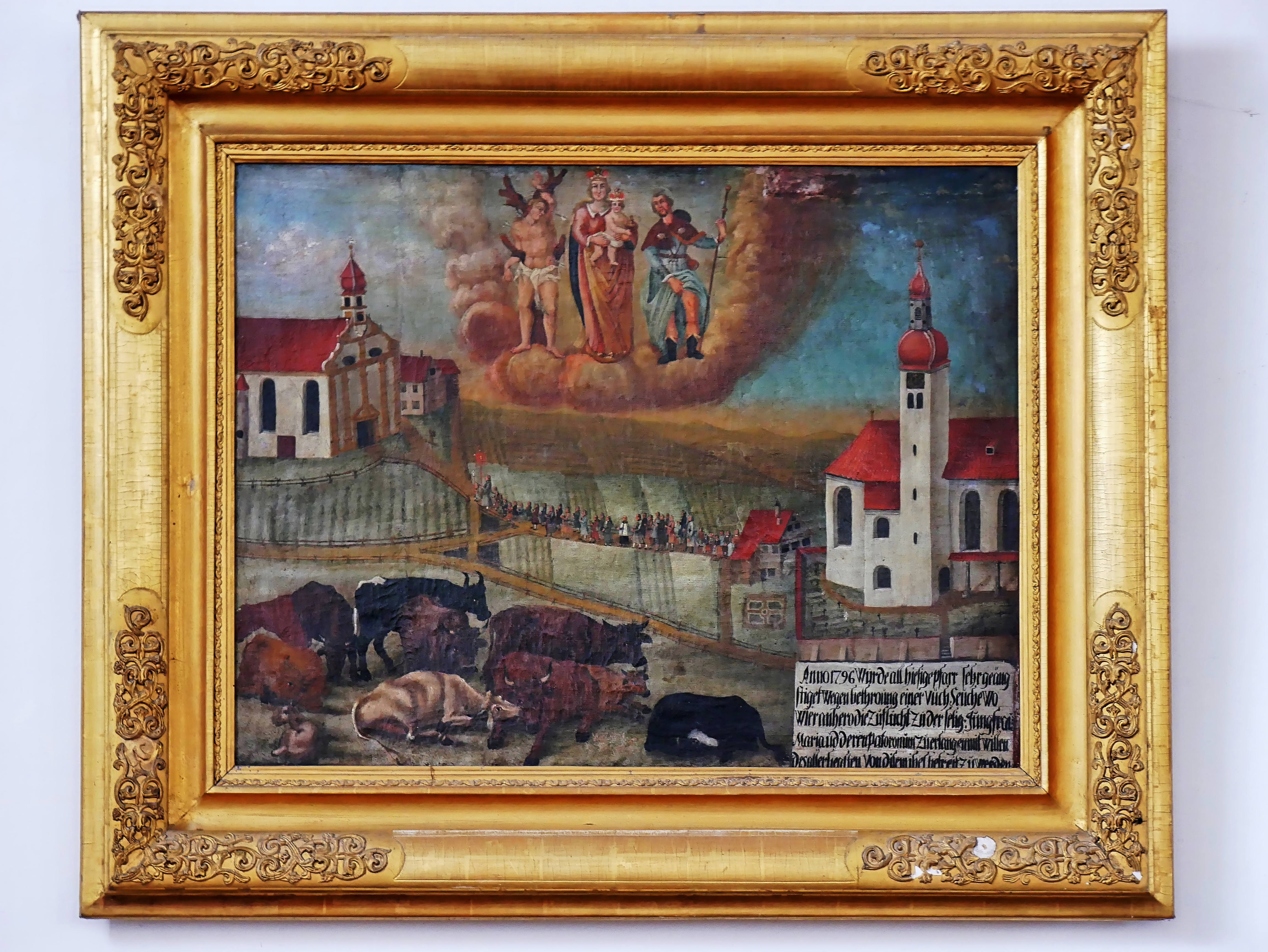
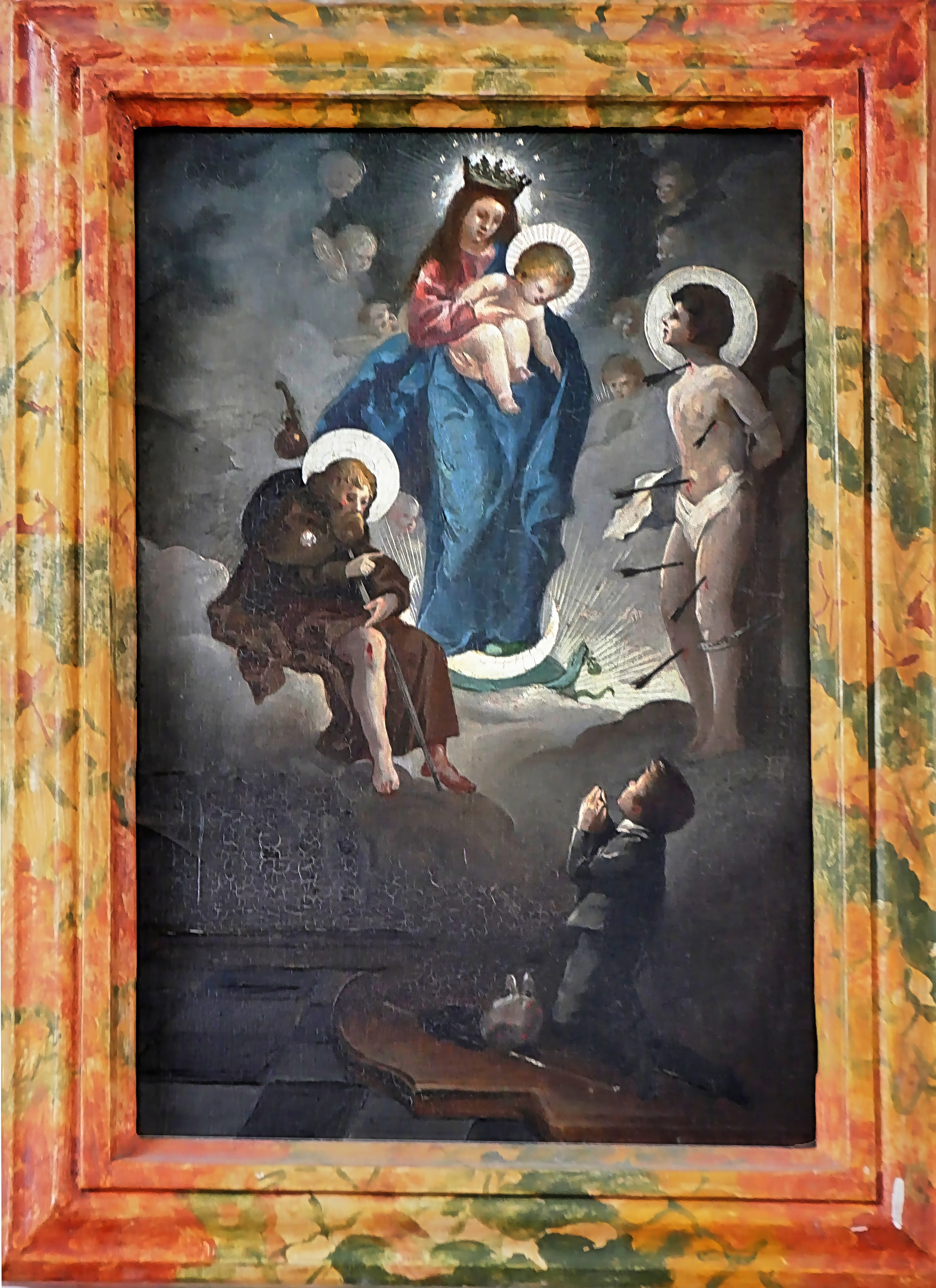
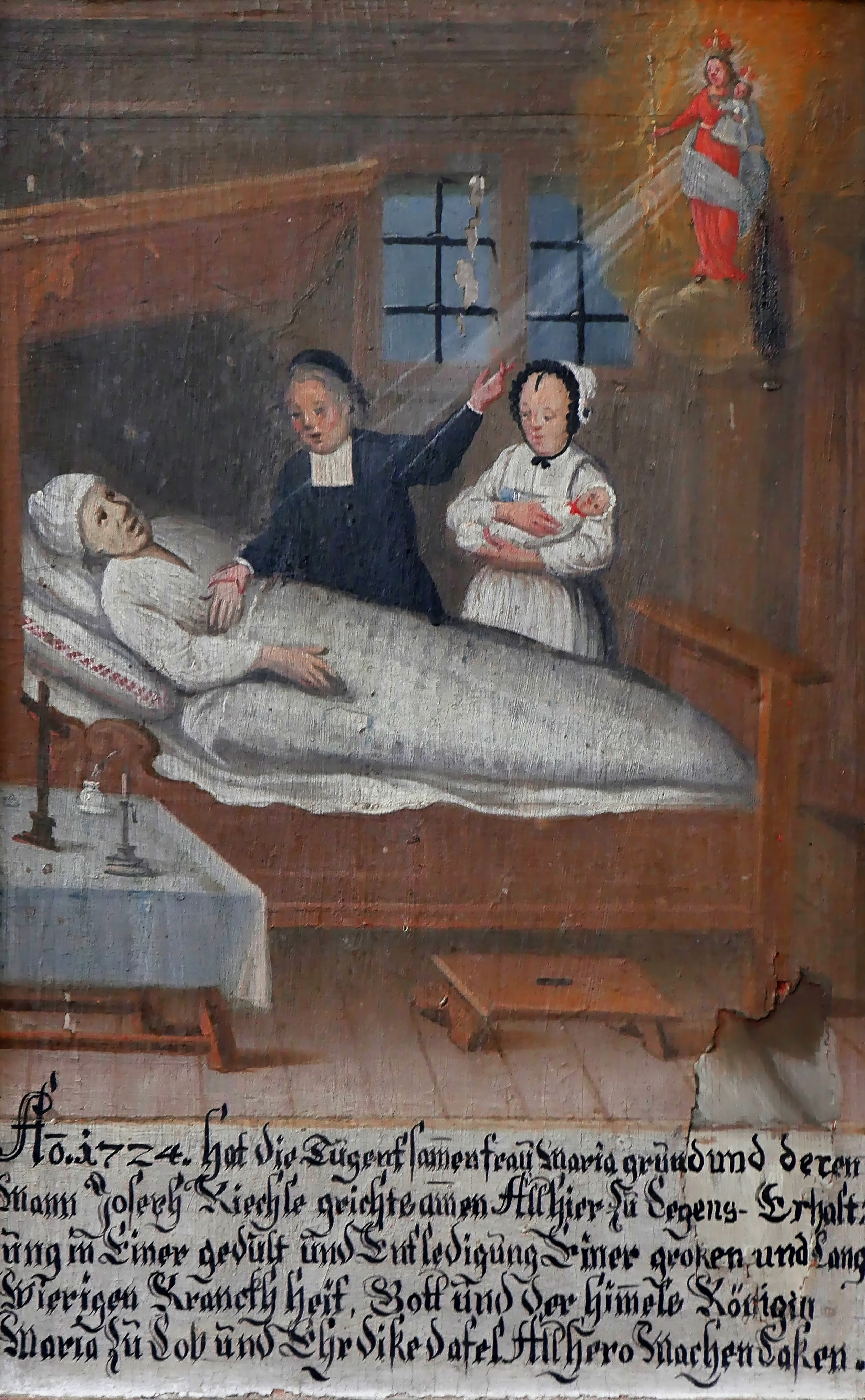

### Figuren
Der linke Seitenaltar wird von einer Figur „Maria vom Siege“ bekrönt, der rechte von einer ähnlich gestalteten Figur des heiligen Josef. Der Kruzifixus am Chorbogen wurde 1749 geschaffen. Die gefassten Holzfiguren des hl. Johann Nepomuk, des hl. Sebastian und des hl. Rochus stammen aus der Mitte des 18. Jahrhunderts.

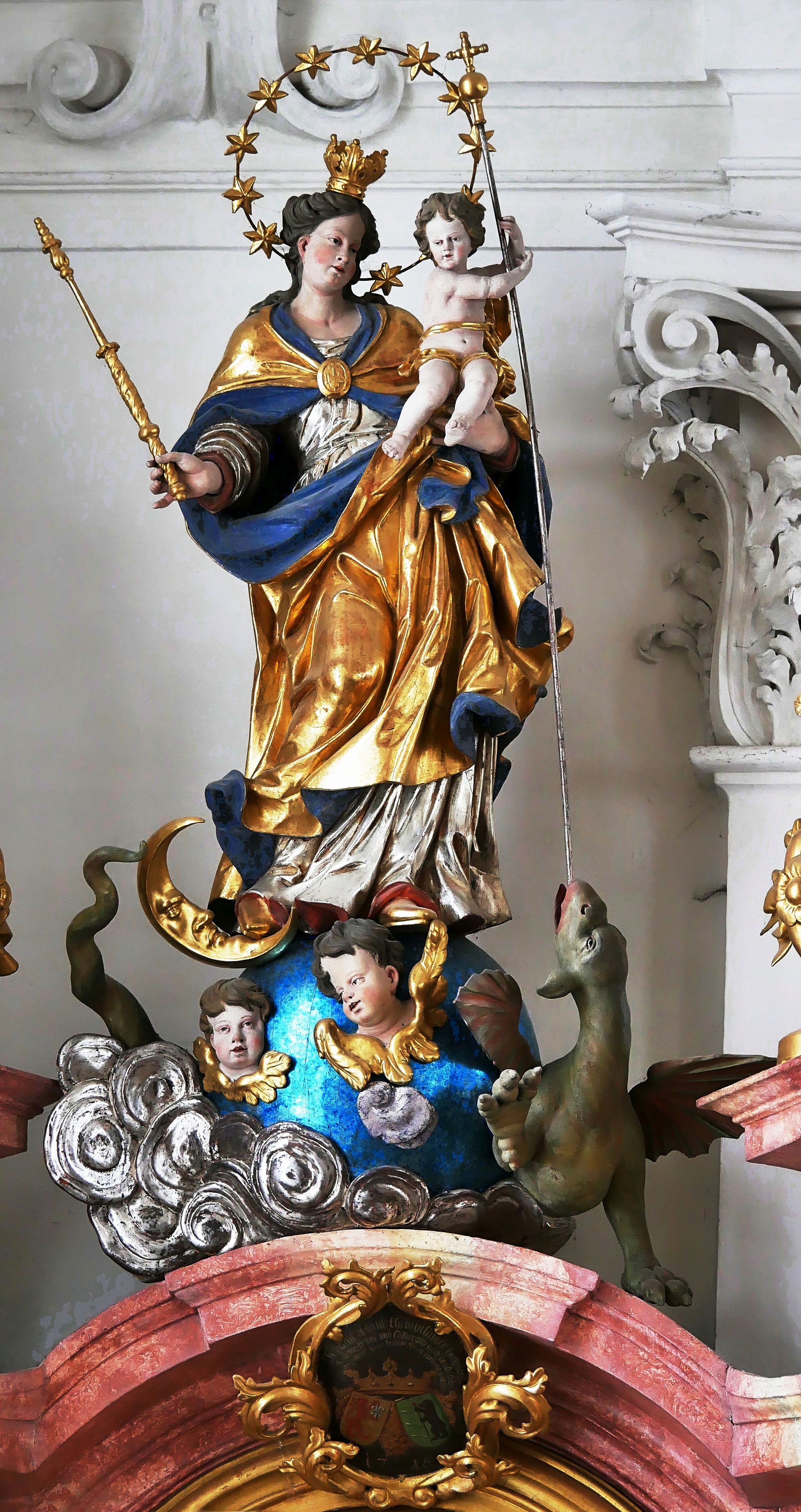
Maria vom Siege
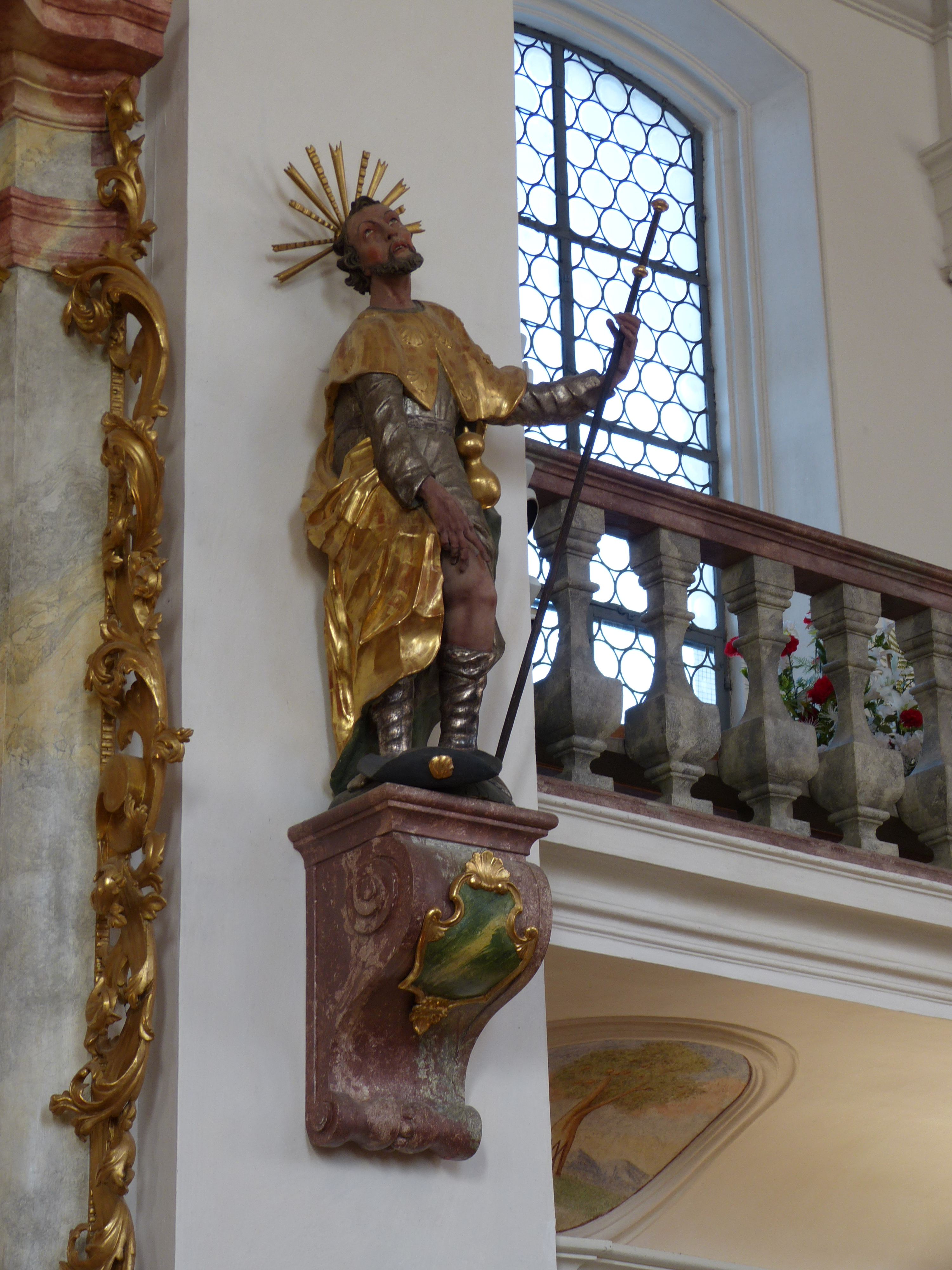
St. Rochus
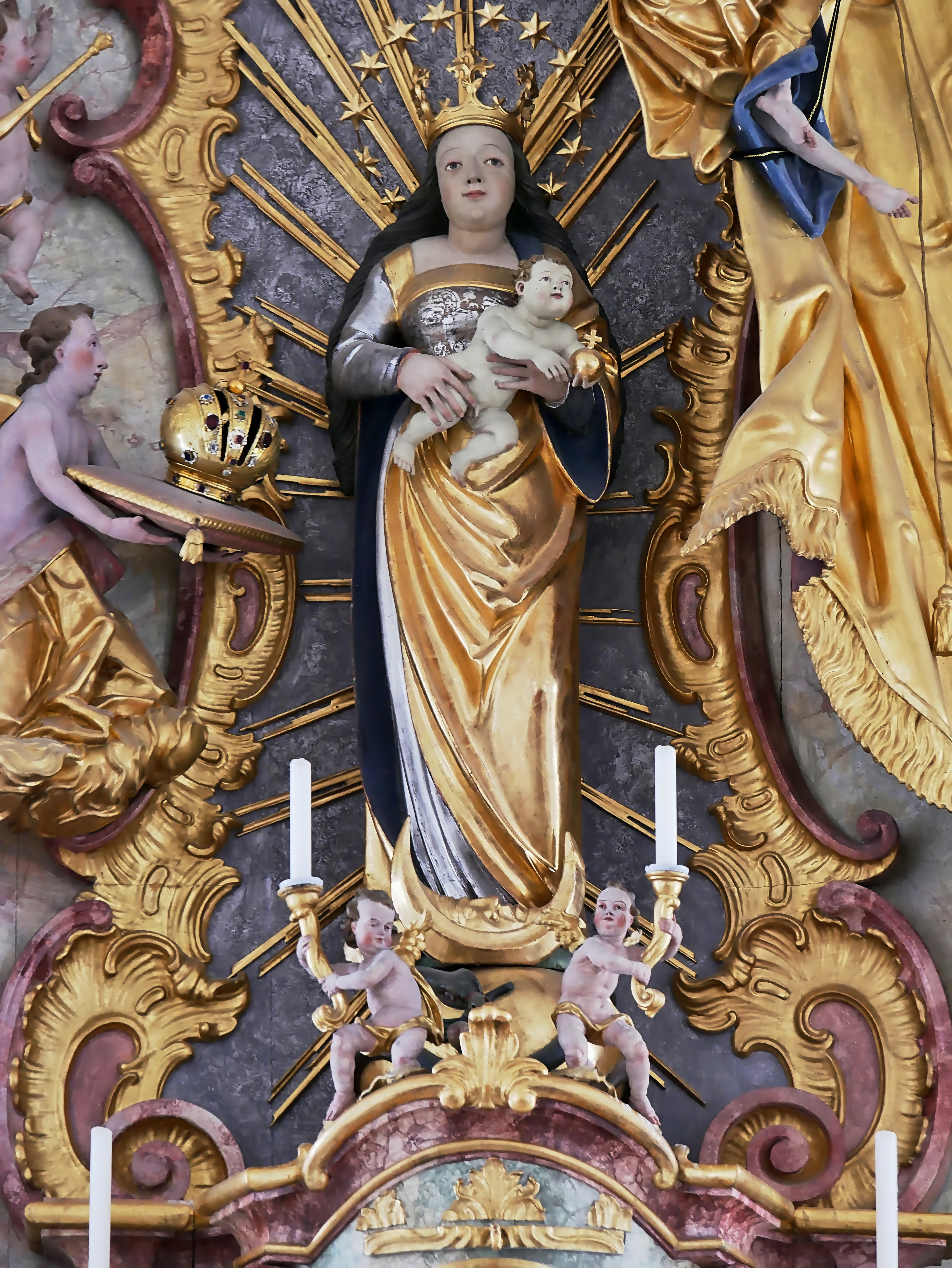
Gnadenbild im Hochaltar
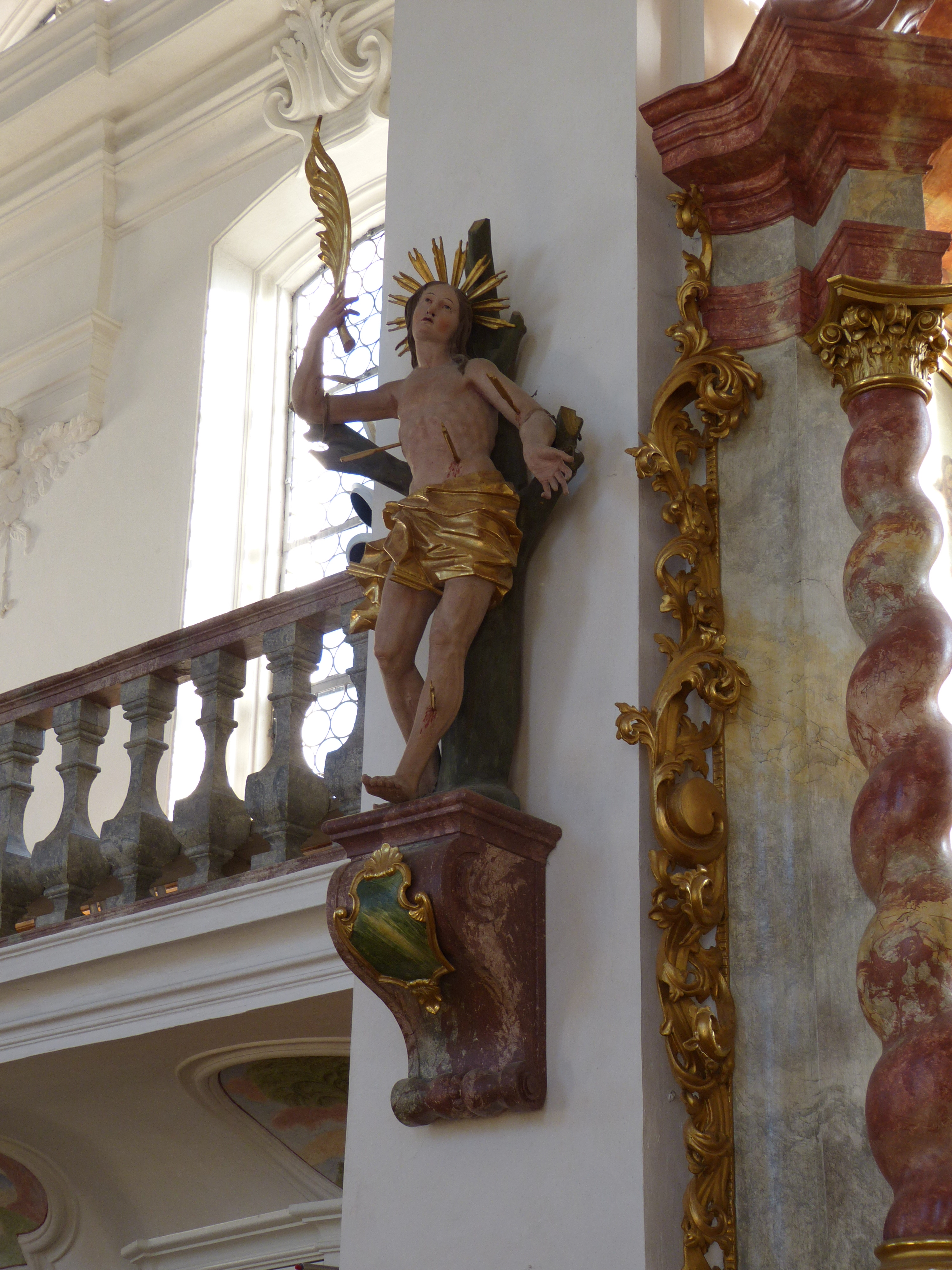
St. Sebastian
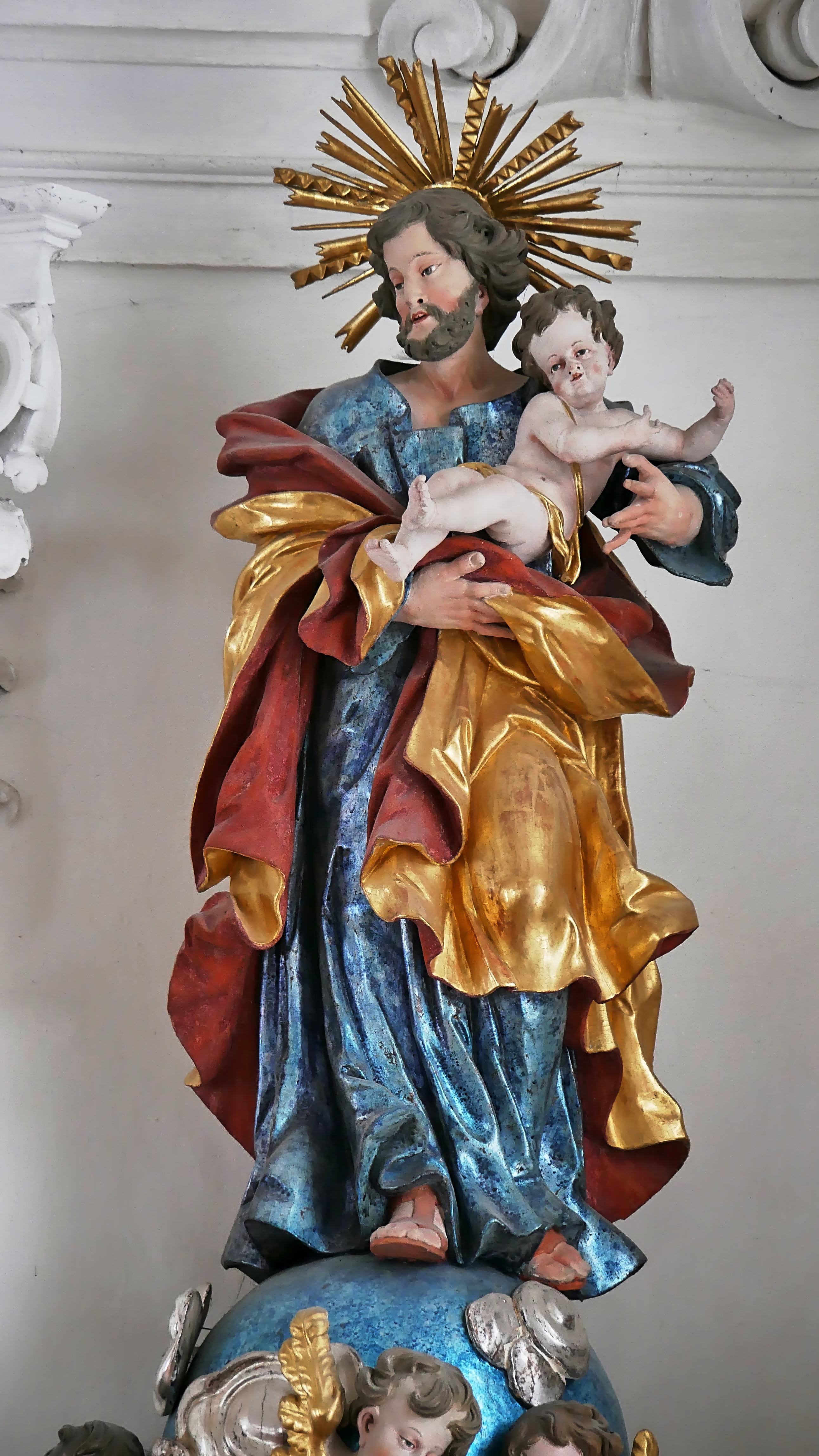
St. Josef

### Sonstige Ausstattung
Am Chorbogen befindet sich ein Epitaph aus Sandstein für Andreas Unsinn († 1774). Die schlichte Sakristeitruhe stammt aus dem Anfang des 18. Jahrhunderts, ebenso der zweitürige mit Pilastern und Gebälk verzierte Wandschrank in der Sakristei. Die drei Holztafeln in der Sakristei sind mit 1815 bezeichnet. Das Chorgestühl von Martin Eberlin stammt von 1692.

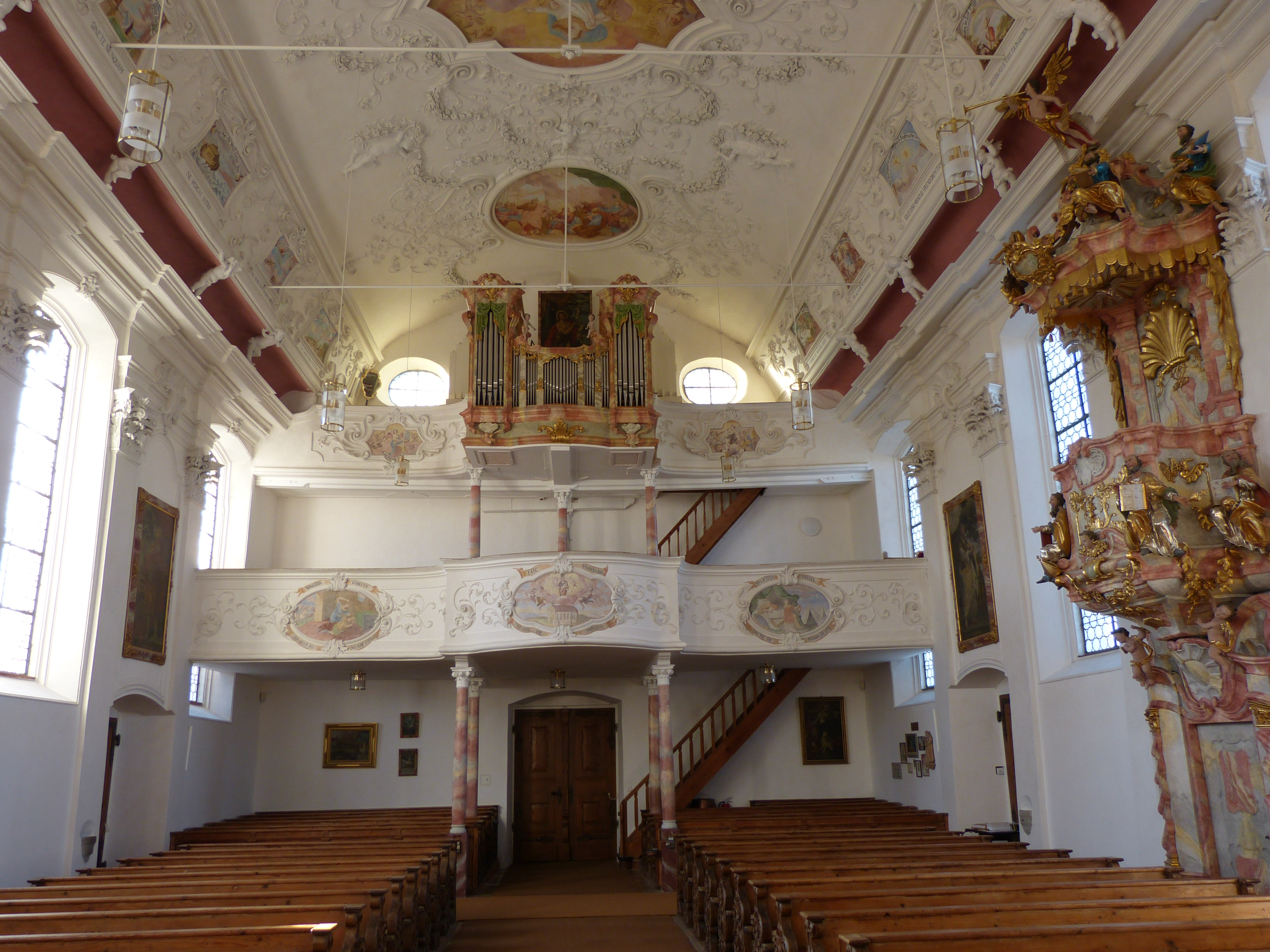
Doppelempore und Orgel
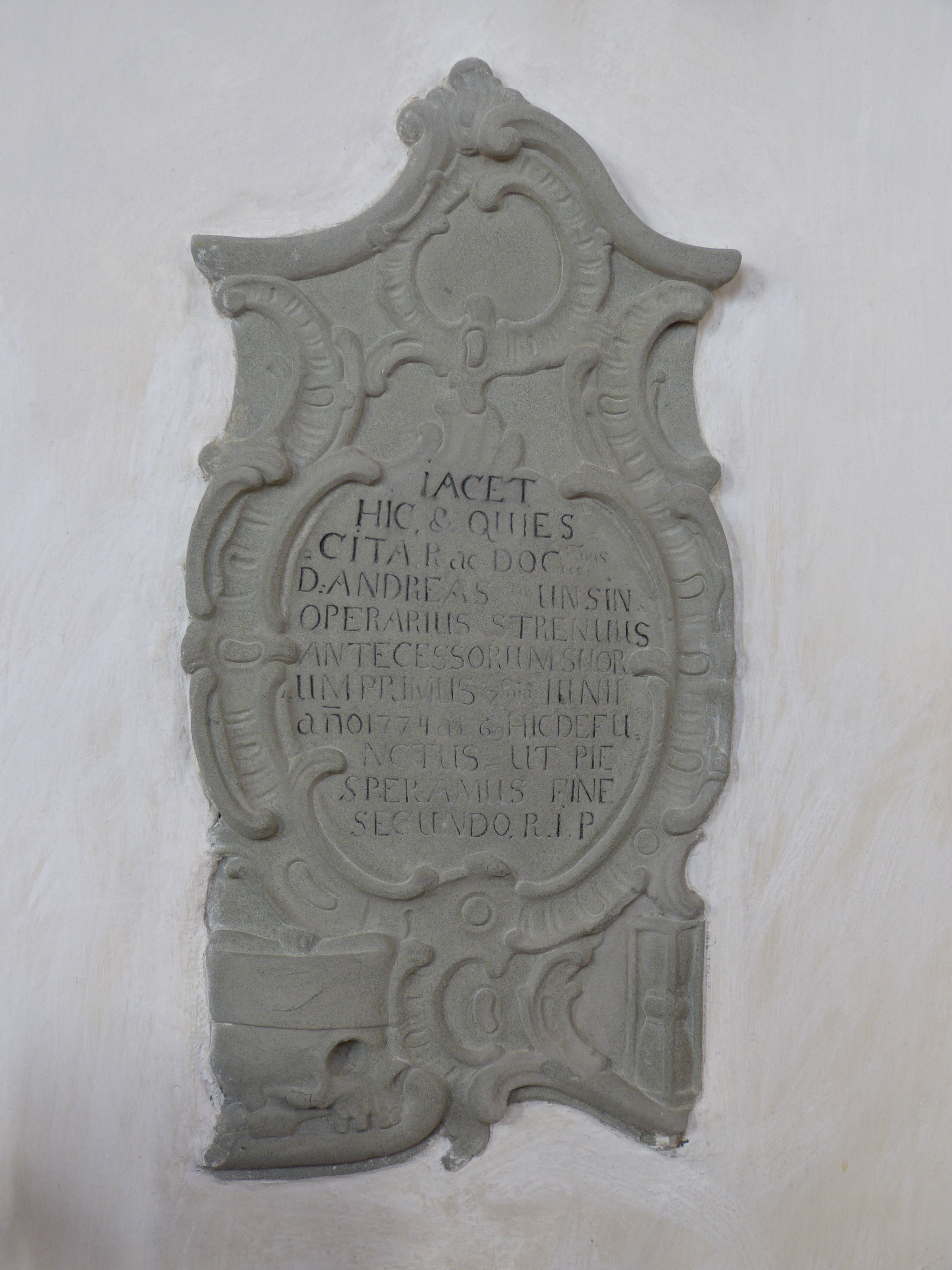
Sandsteinepitaph für Andreas Unsinn († 1774)
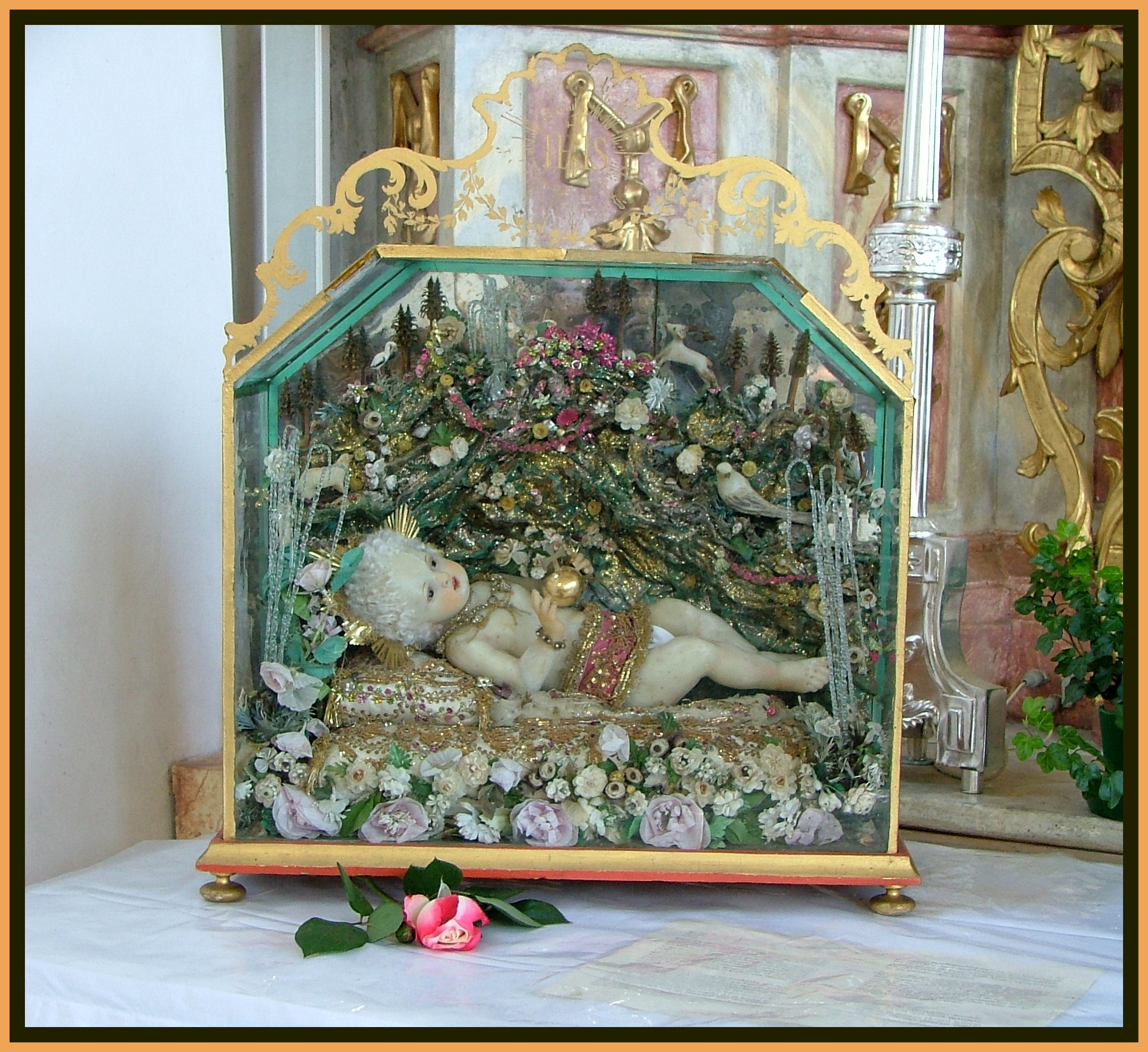
Jesuskind
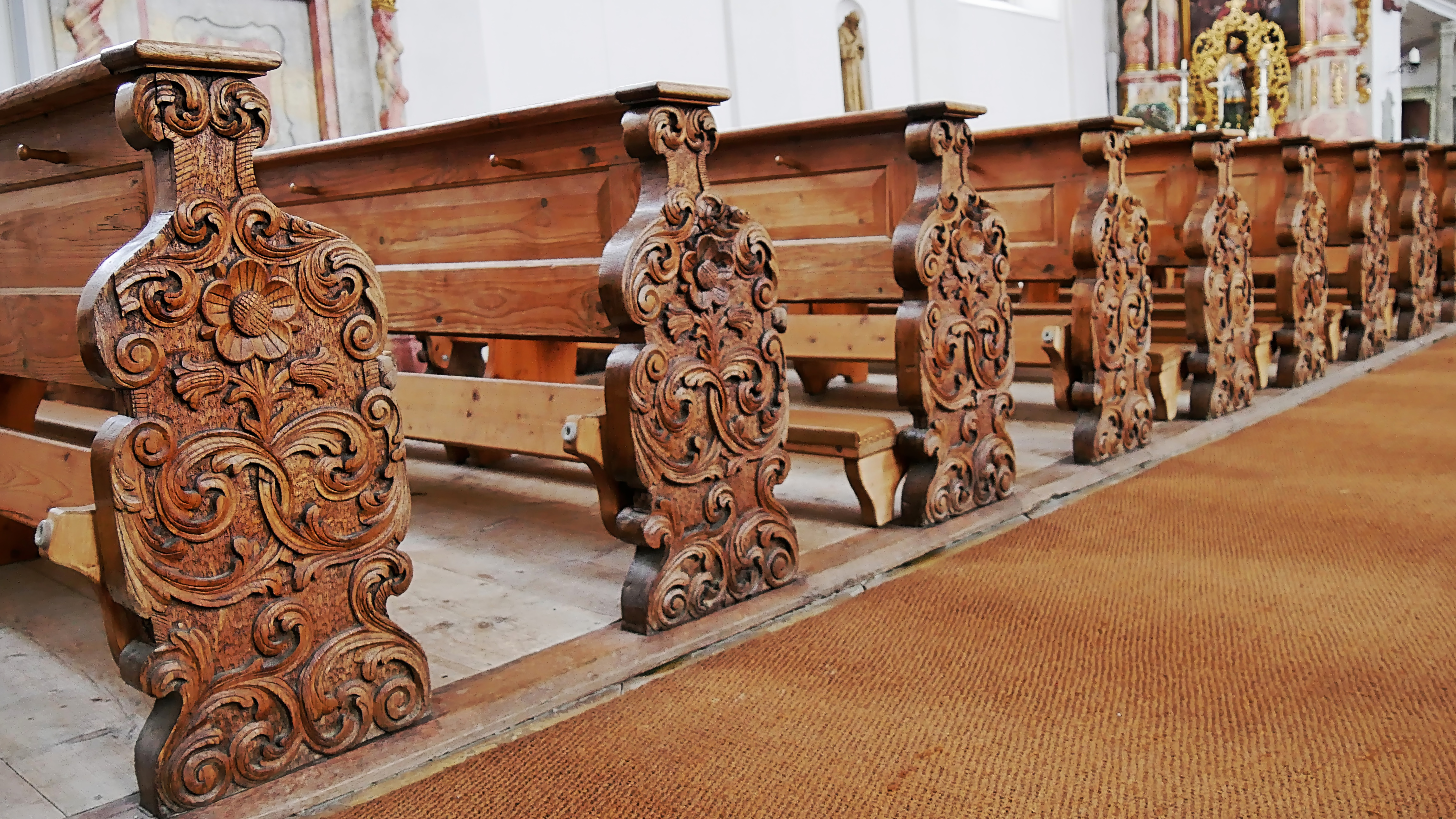
Kirchengestühl
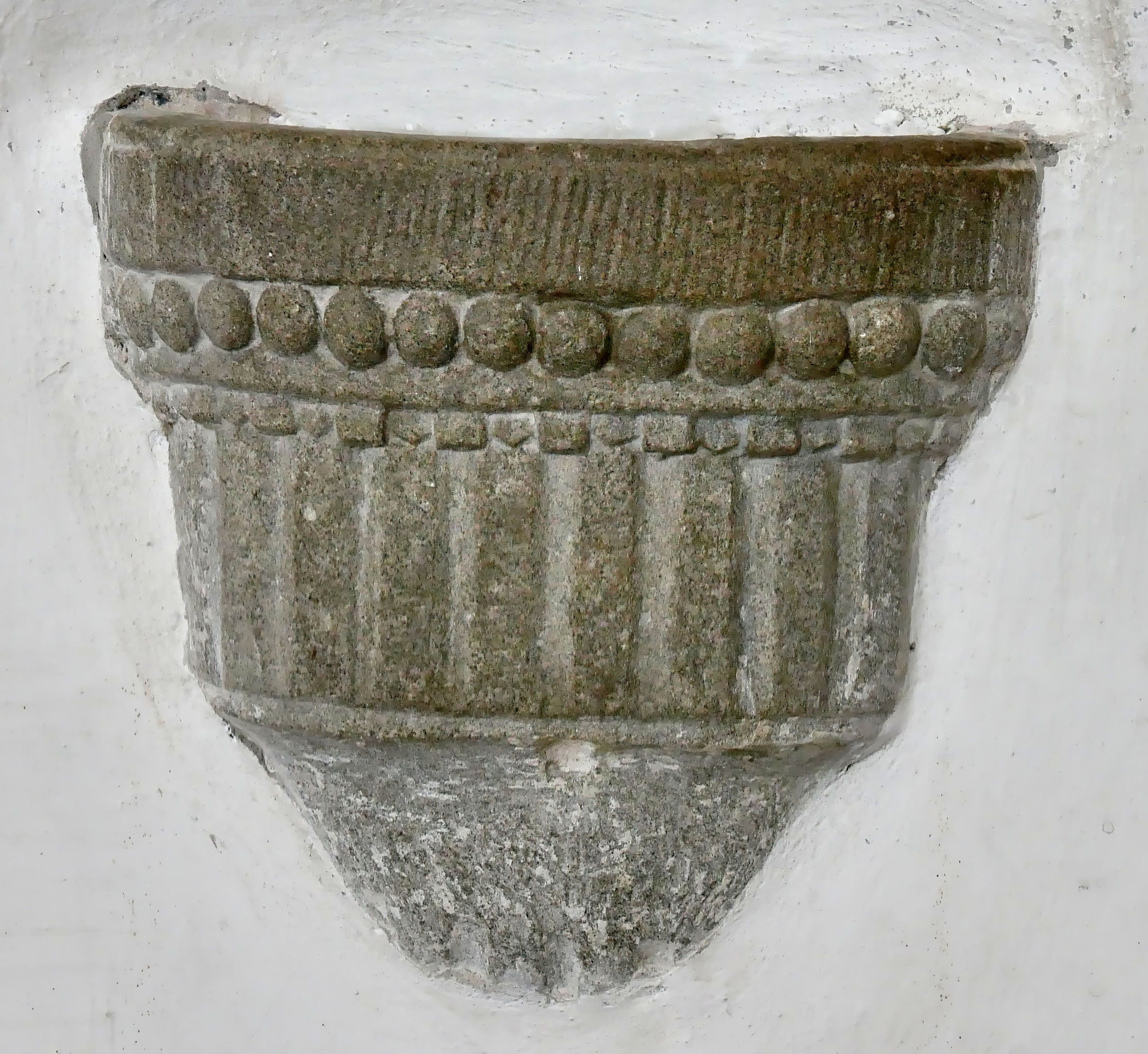
Weihwasserbecken
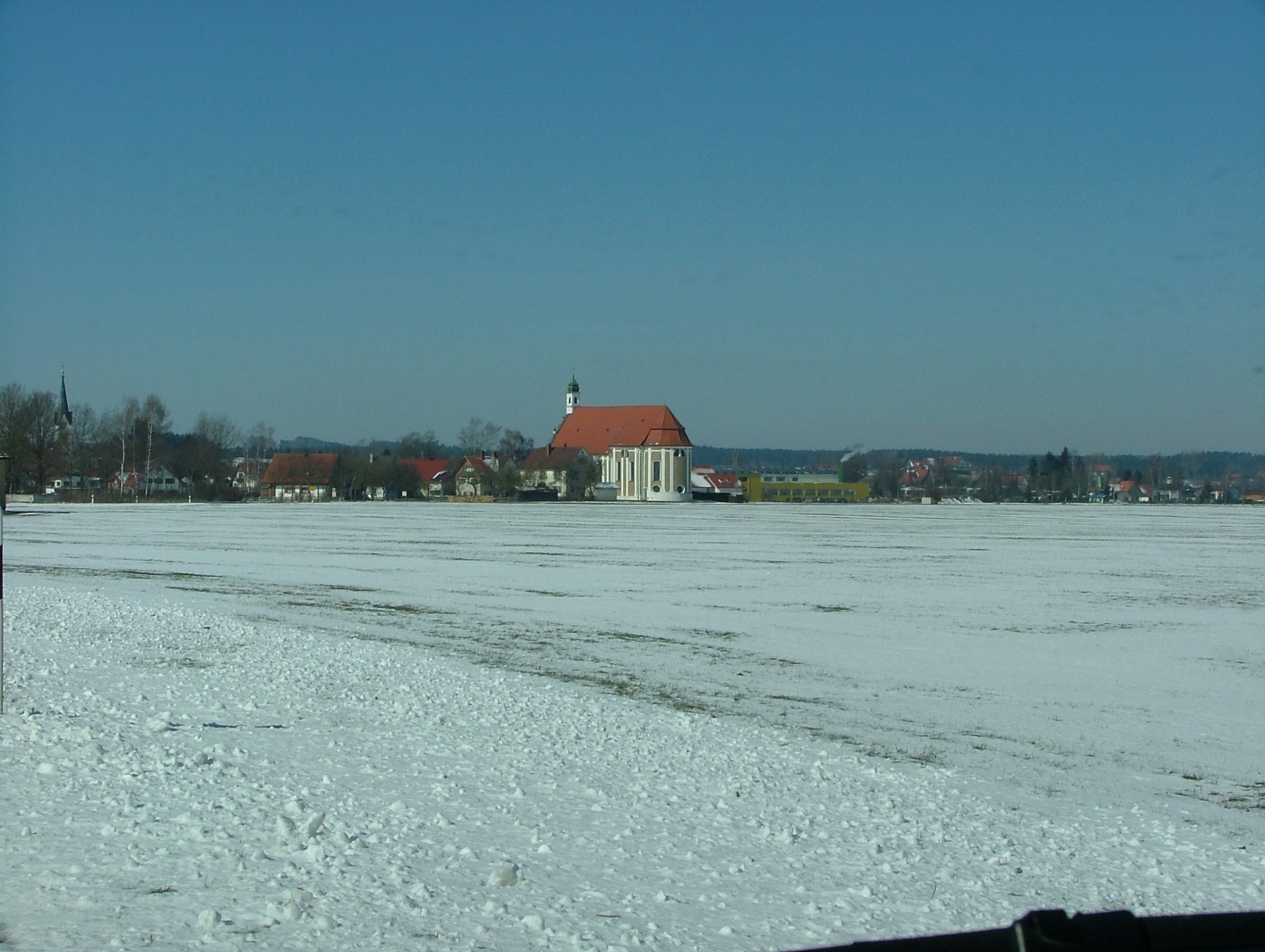
Die Kirche von Südosten